# Cornelis van der Geest
Cornelis van der Geest (1575 – 10 marzo 1638) è stato un mercante di spezie di Anversa che usò la sua ricchezza per sostenere gli artisti della sua città realizzando la sua collezione d'arte.

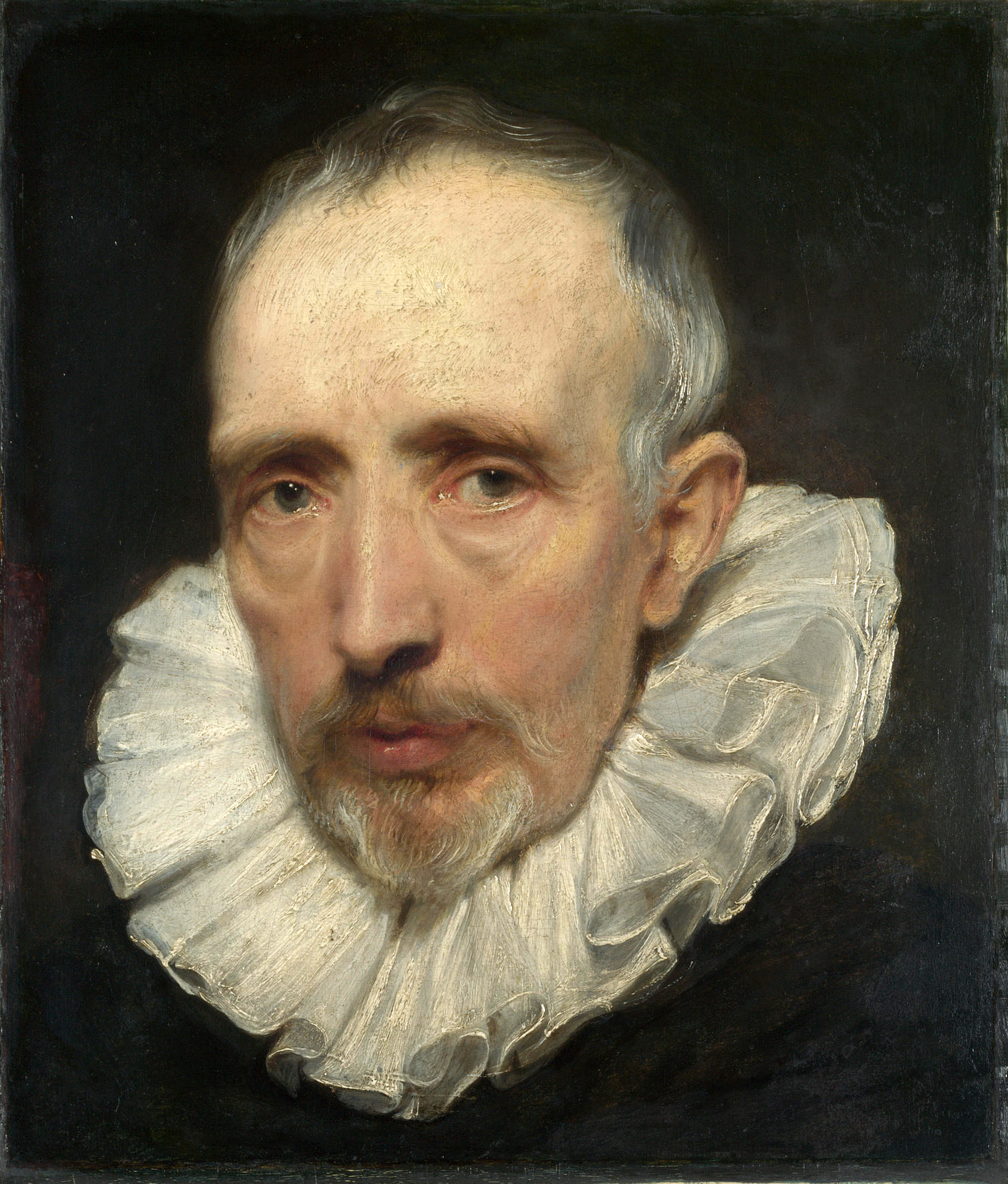
Ritratto di Cornelis van der Geest di Antoon van Dyck, prima del 1620, ora alla National Gallery

Fu anche il decano della gilda dei mercanti.

## Collezionista d'arte
È conosciuto principalmente per la sua collezione d'arte. Venne ritratto ripetutamente da Antoon van Dyck, mentre Willem van Haecht, che aveva assunto come curatore della sua collezione, dipinse la Camera delle curiosità, inclusa la documentazione della visita di Alberto d'Austria e Isabella Clara Eugenia alla sua collezione d'arte.
Possedeva due dipinti di Quentin Massys, uno dei quali, una Madonna, si trova nel dipinto di Van Haecht. Altre opere rappresentate nel dipinto sono la Donna al bagno di Jan van Eyck, una natura morta di Frans Snyders, Vaso di Cerere di Adam Elsheimer, Danaë di Van Haecht, Battaglia della Amazzoni e un ritratto di Peter Paul Rubens, Fattoria contadina con donna che prepara i dolci di Pieter Aertsen, Apelle di Jan Wierix e una scena di caccia di Jan Wildens. Il dipinto mostra anche alcune delle sculture di Van der Geest, con copie della Venere de' Medici, Ercole Farnese e Apollo del Belvedere.
Dipinti di Willem van Haecht che ritraggono la galleria d'arte di Cornelis van der Geest:

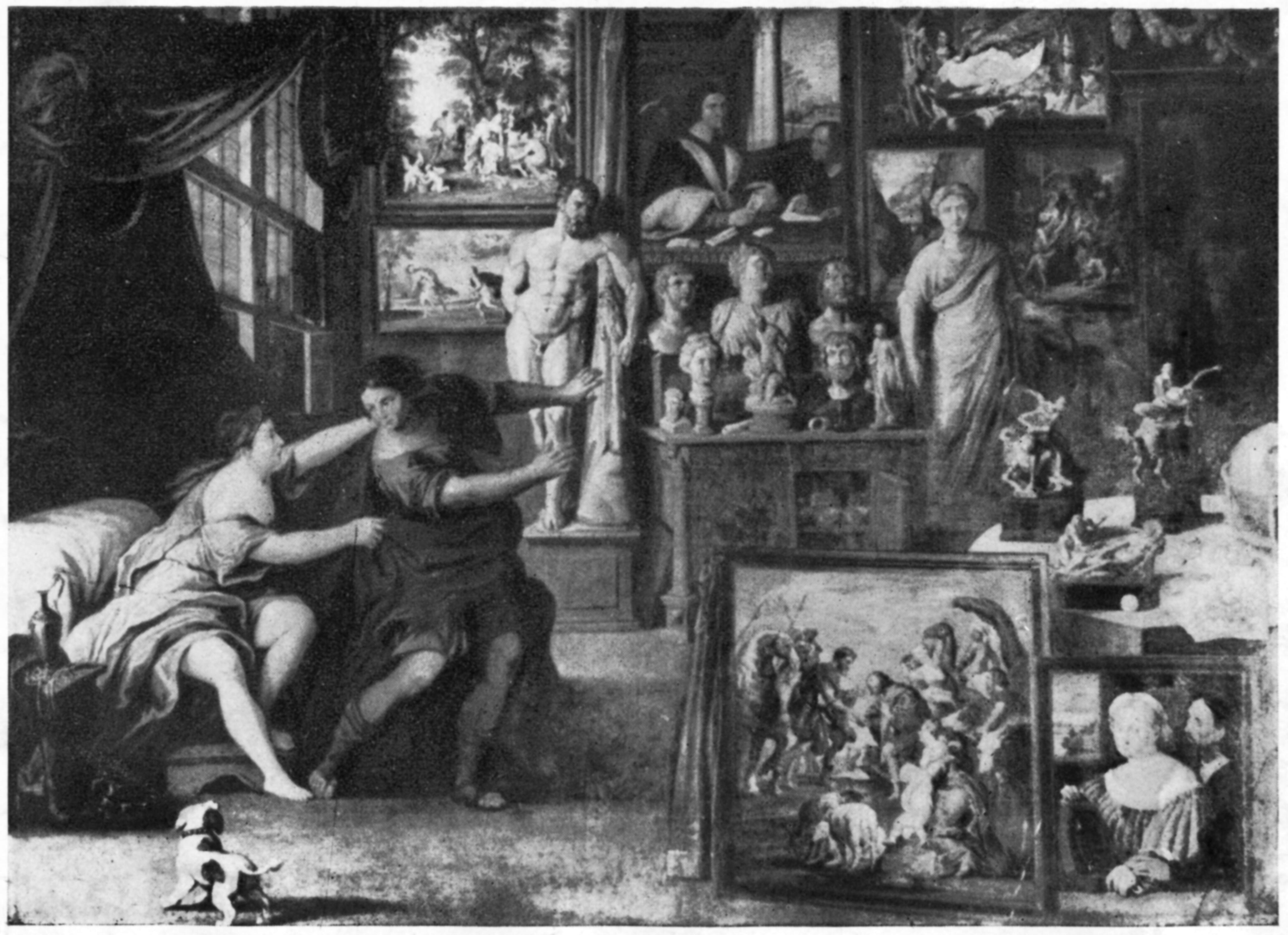
(1) Collezione di Cornelis van der Geest con Giuseppe e la moglie di Putifarre, c. 1630
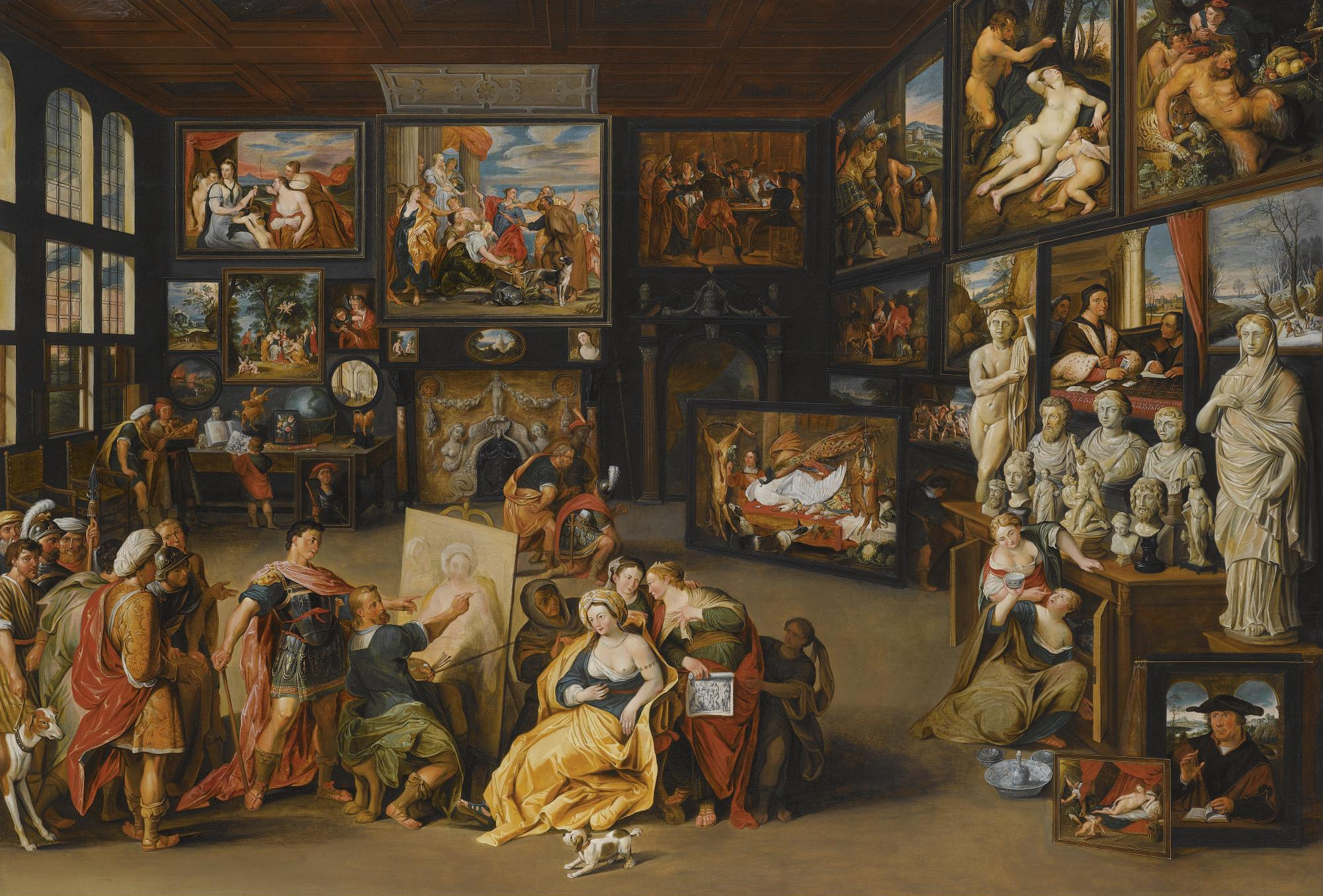
(2) Alessandro Magno visita lo studio di Apelle, c. 1630
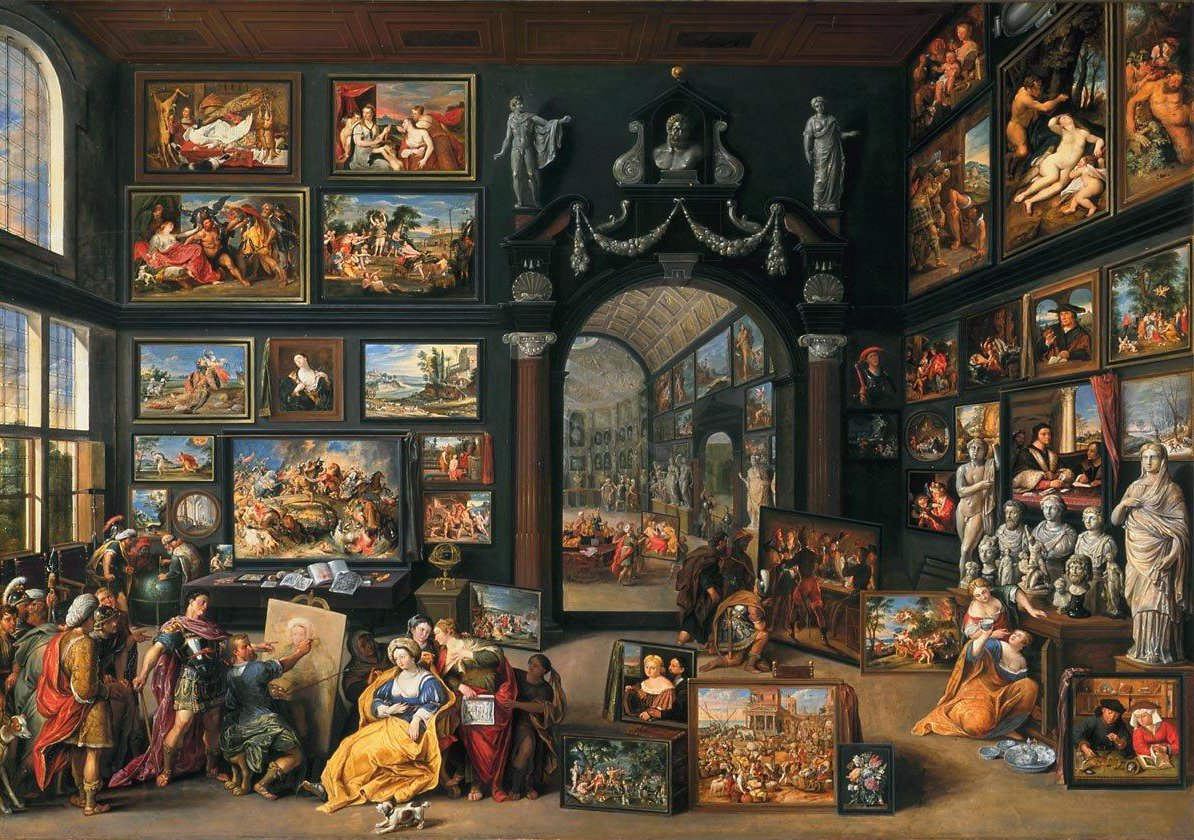
(3) Apelle dipinge Campaspe, c. 1630
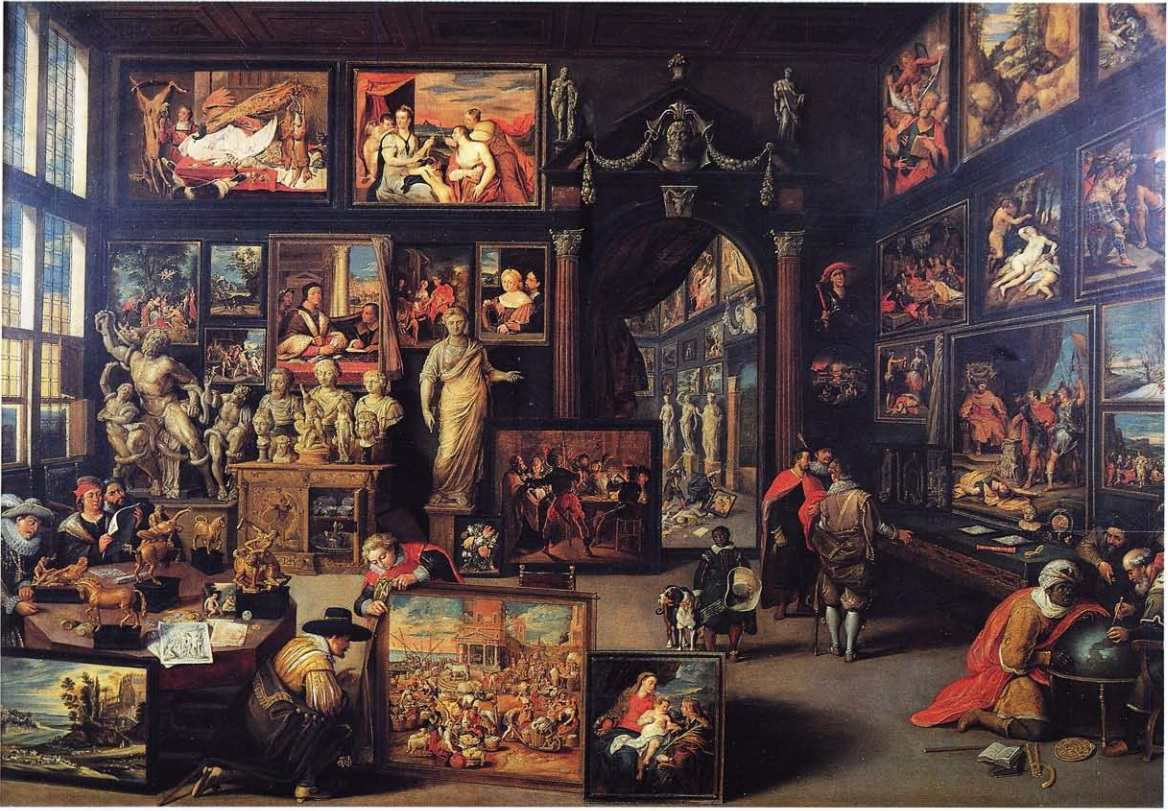
(4) Paracelsus nella galleria di Cornelis van der Geest, 1620-1637
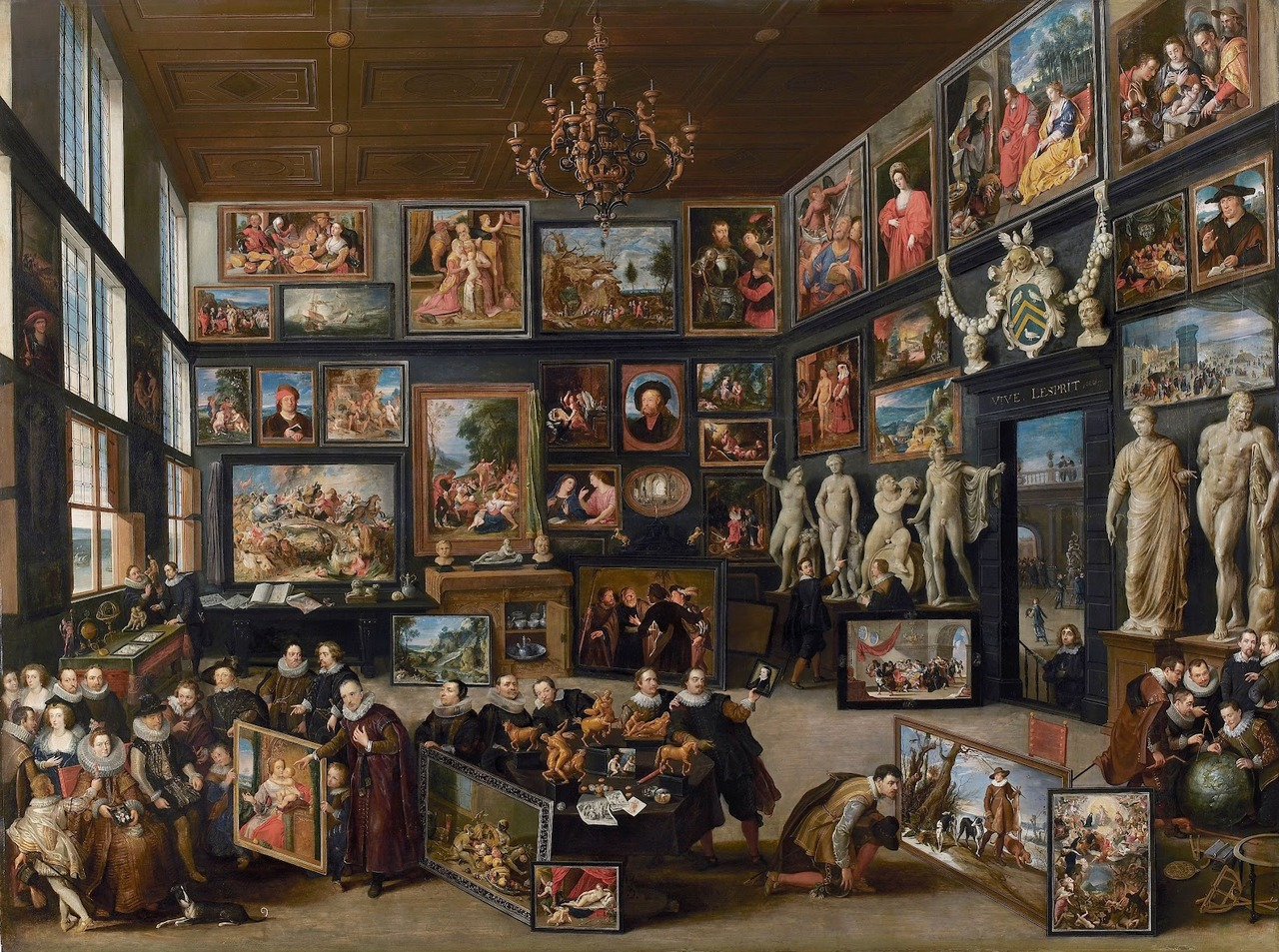
(5) Alberte e Isabella visitano la galleria di Cornelis van der Geest, 1628
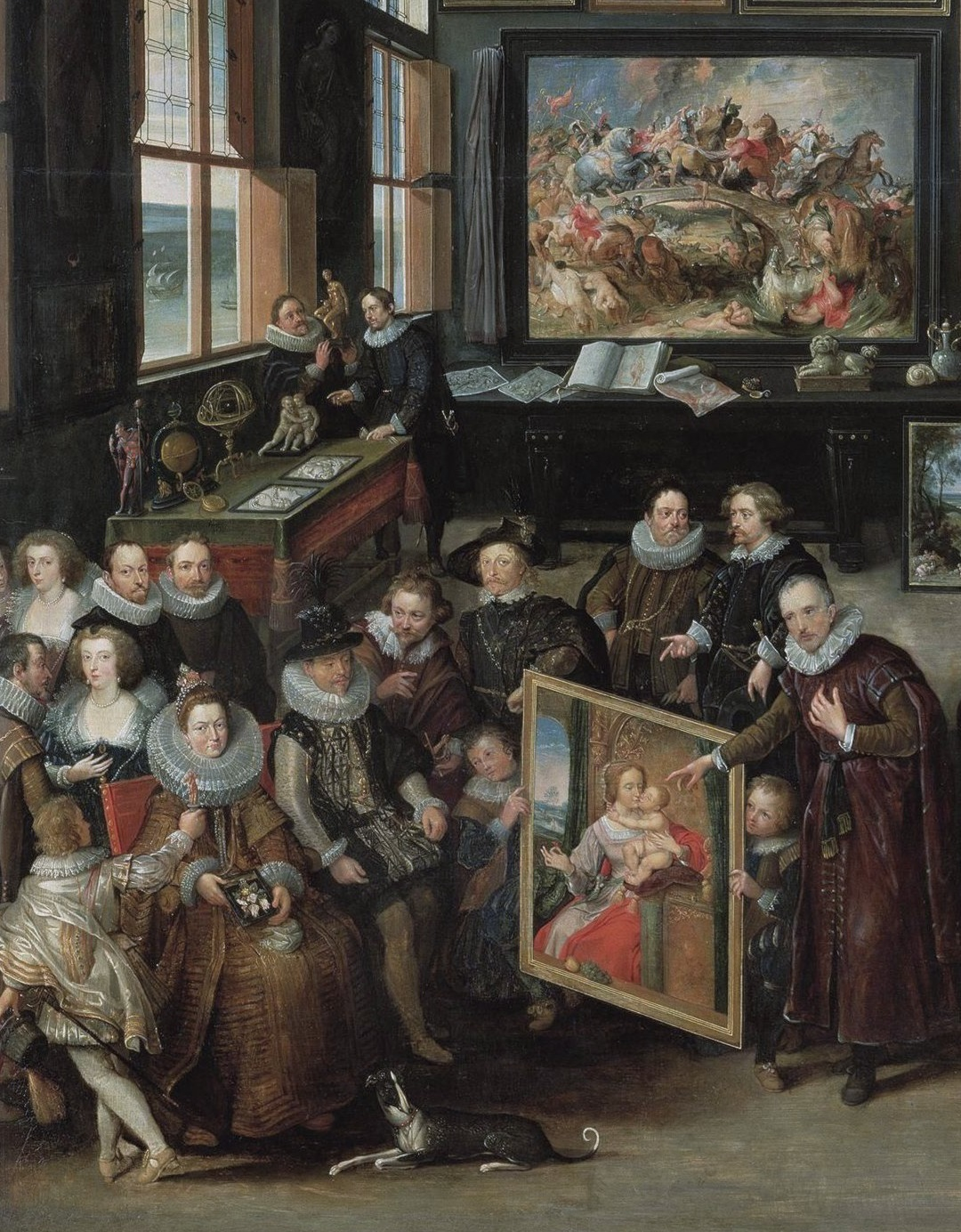
(5) Dettaglio di sinistra: ritratto di Isabella e dell'arciduca Alberto, Rubens, Principe Władysław Vasa di Polonia (che visitò la galleria di van der Geest nel 1624, con cappello nero) e l'ospite che costa la Madonna di Massys

Dipinti esposti nella sua galleria d'arte seguiti dai numeri dei cinque dipinti della galleria qui sopra in cui sono rappresentati: 

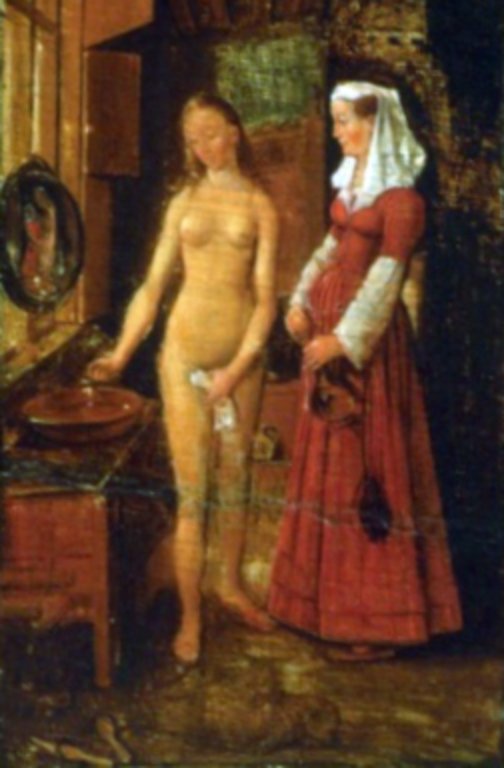
Donna al bagno di Jan van Eyck (5)
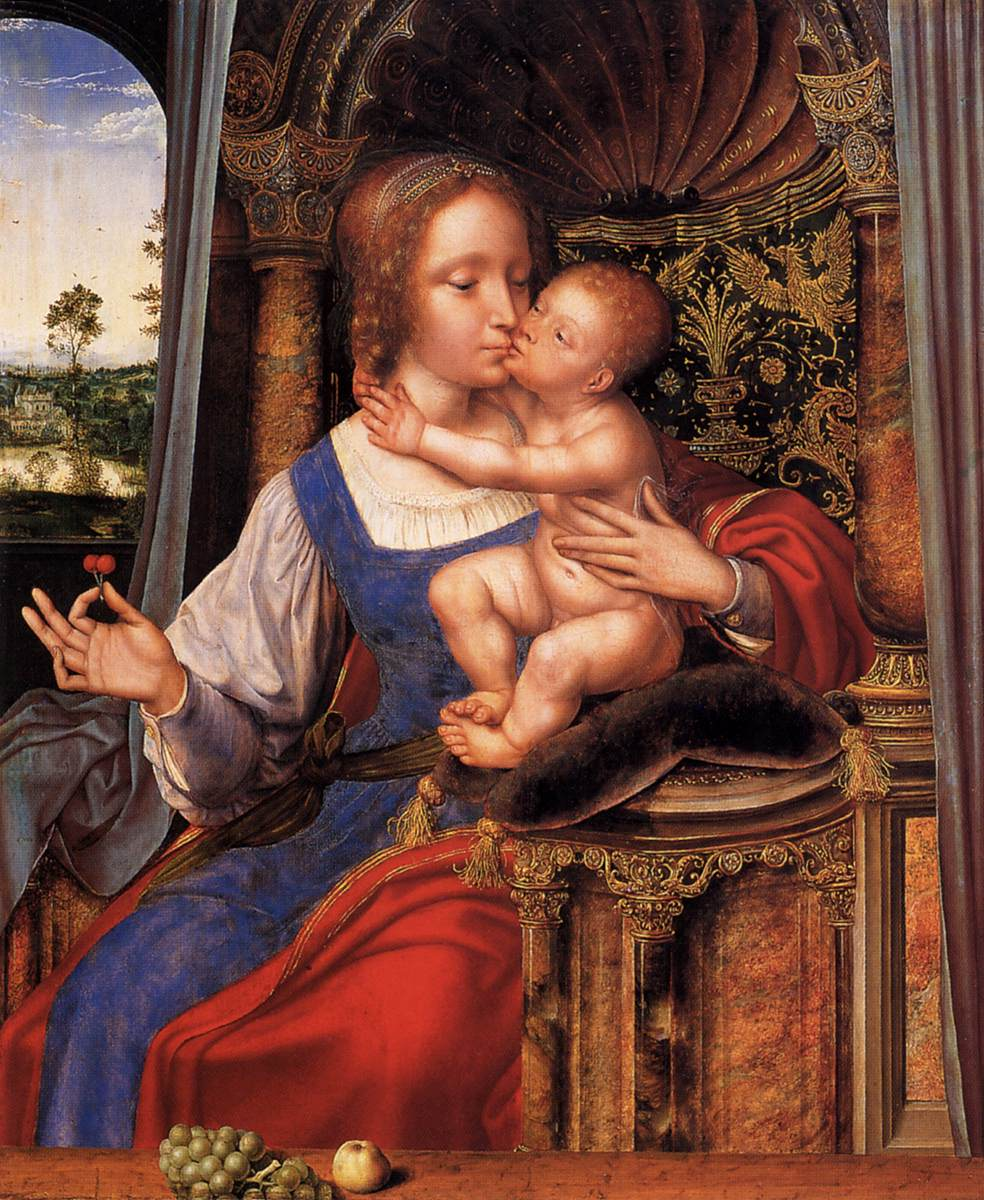
Madonna che bacia il Bambino di Quentin Massys (5)
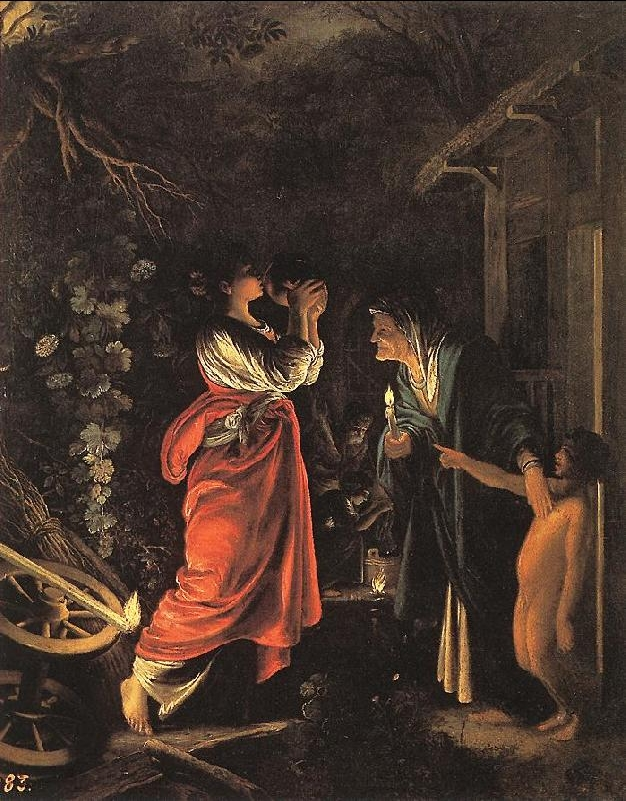
Vaso di Cerere, di Adam Elsheimer (5)
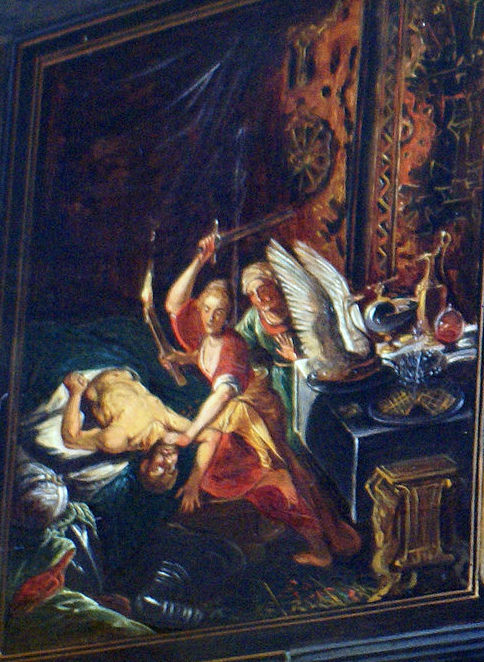
Giuditta e Oloferne, di Adam Elsheimer (3 & 5)
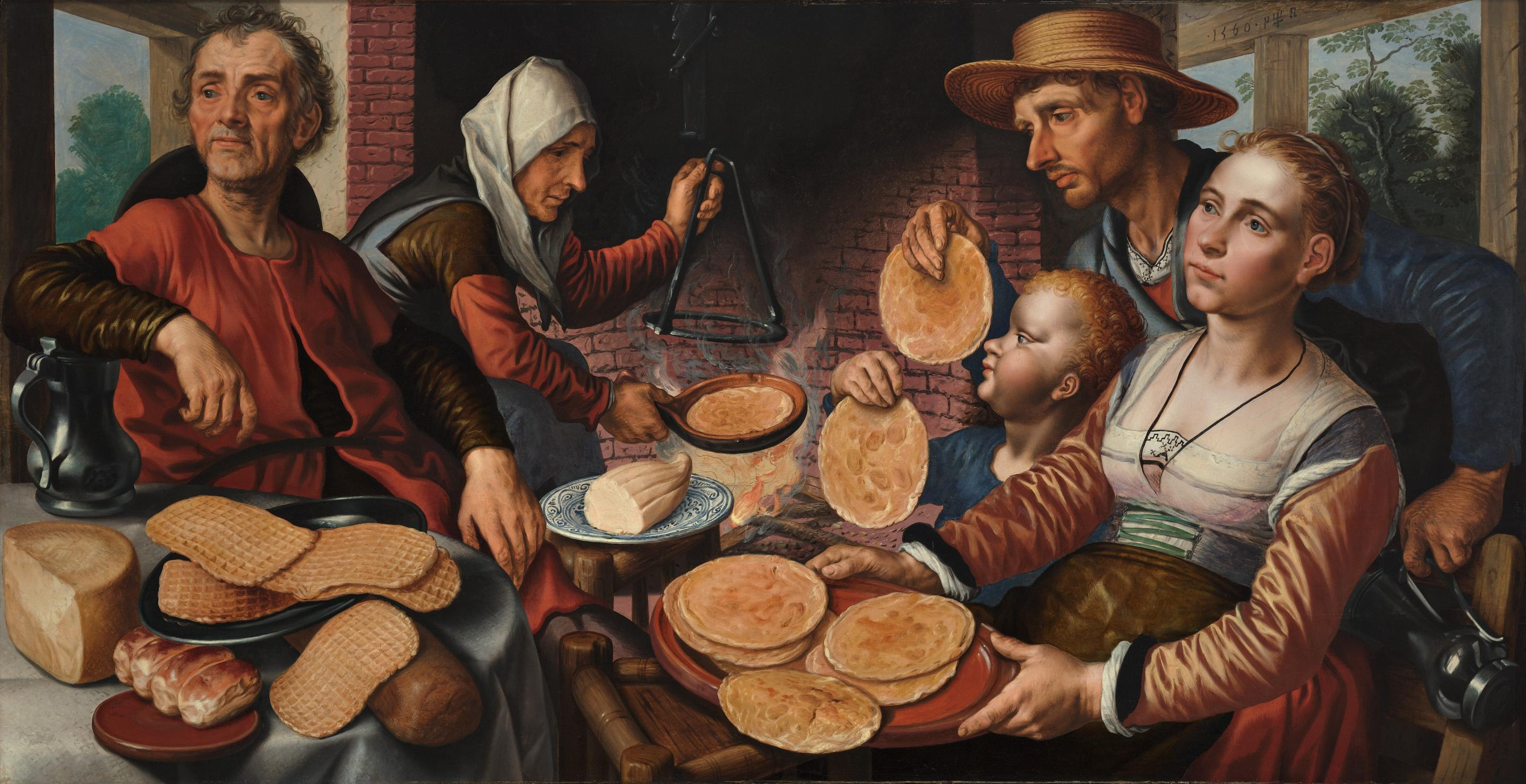
La pasticcera, di Pieter Aertsen (5)
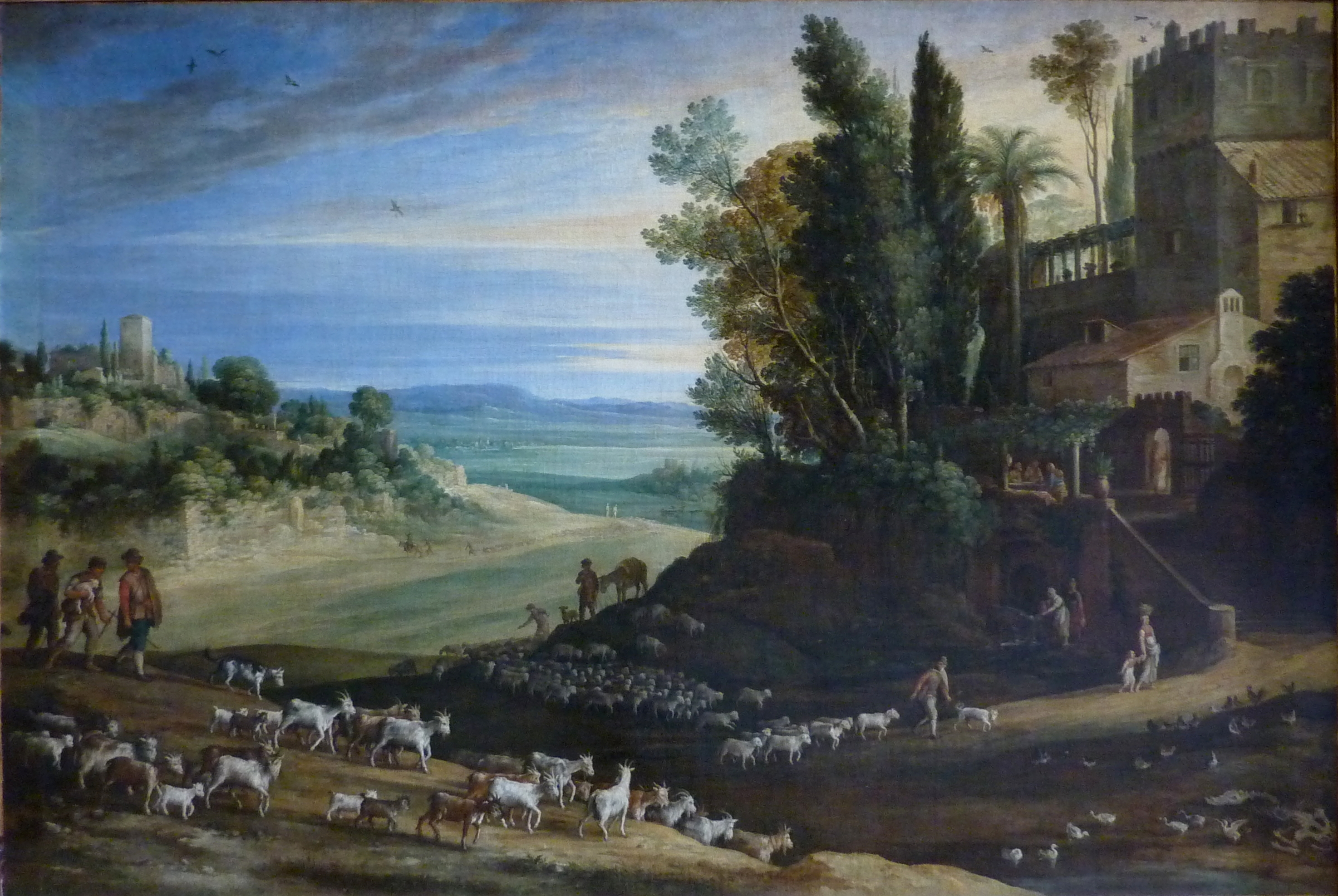
Pellegrini ad Emmaus di Paul Bril (4)
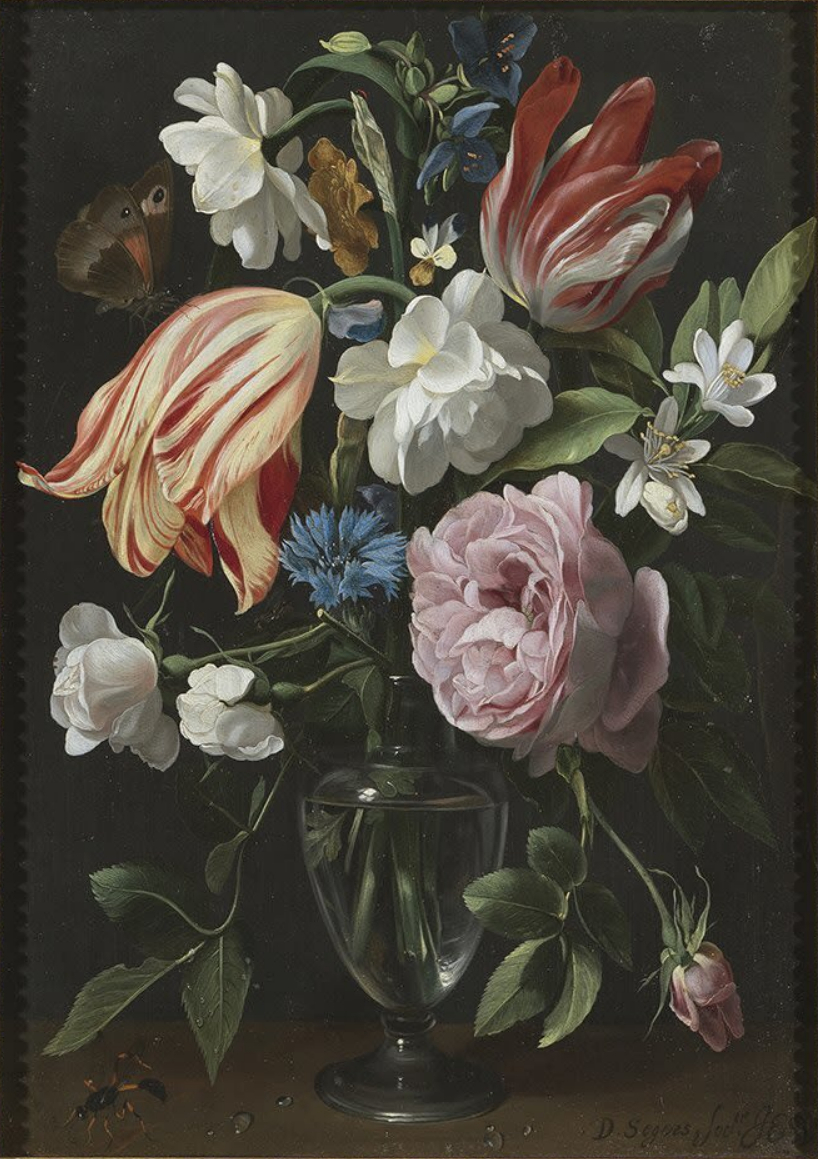
Fiori in un vaso, di Daniel Seghers (2,3 & 4)
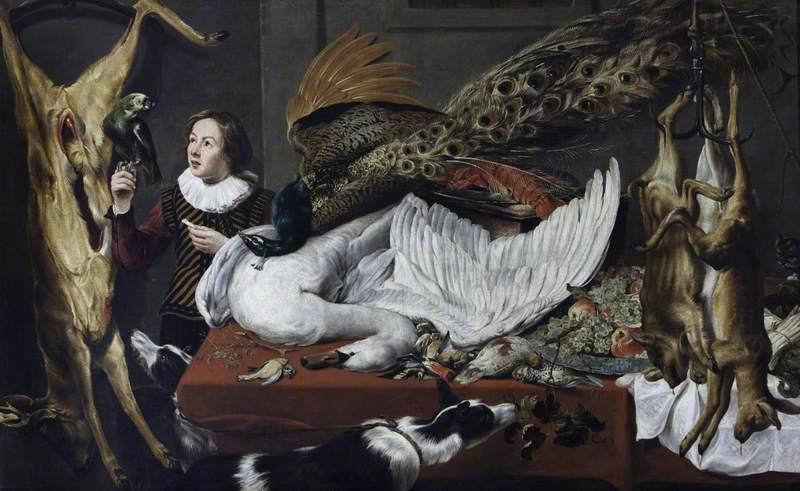
Natura morta con un paggio che tiene un pappagallo, di Frans Snyders (1,2,3 & 5)
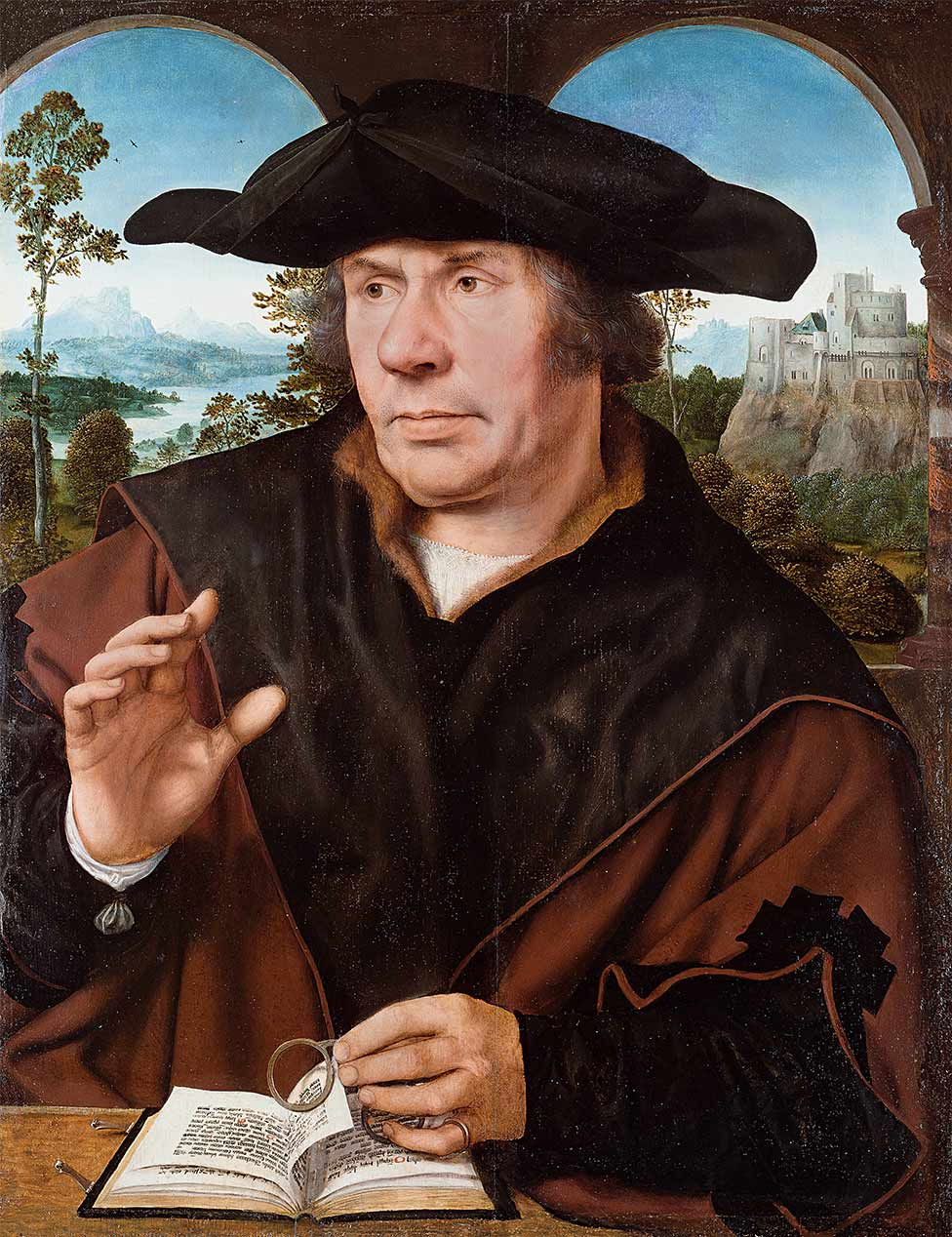
Ritratto di uno studioso, di Quentin Massys (2,3 & 5)
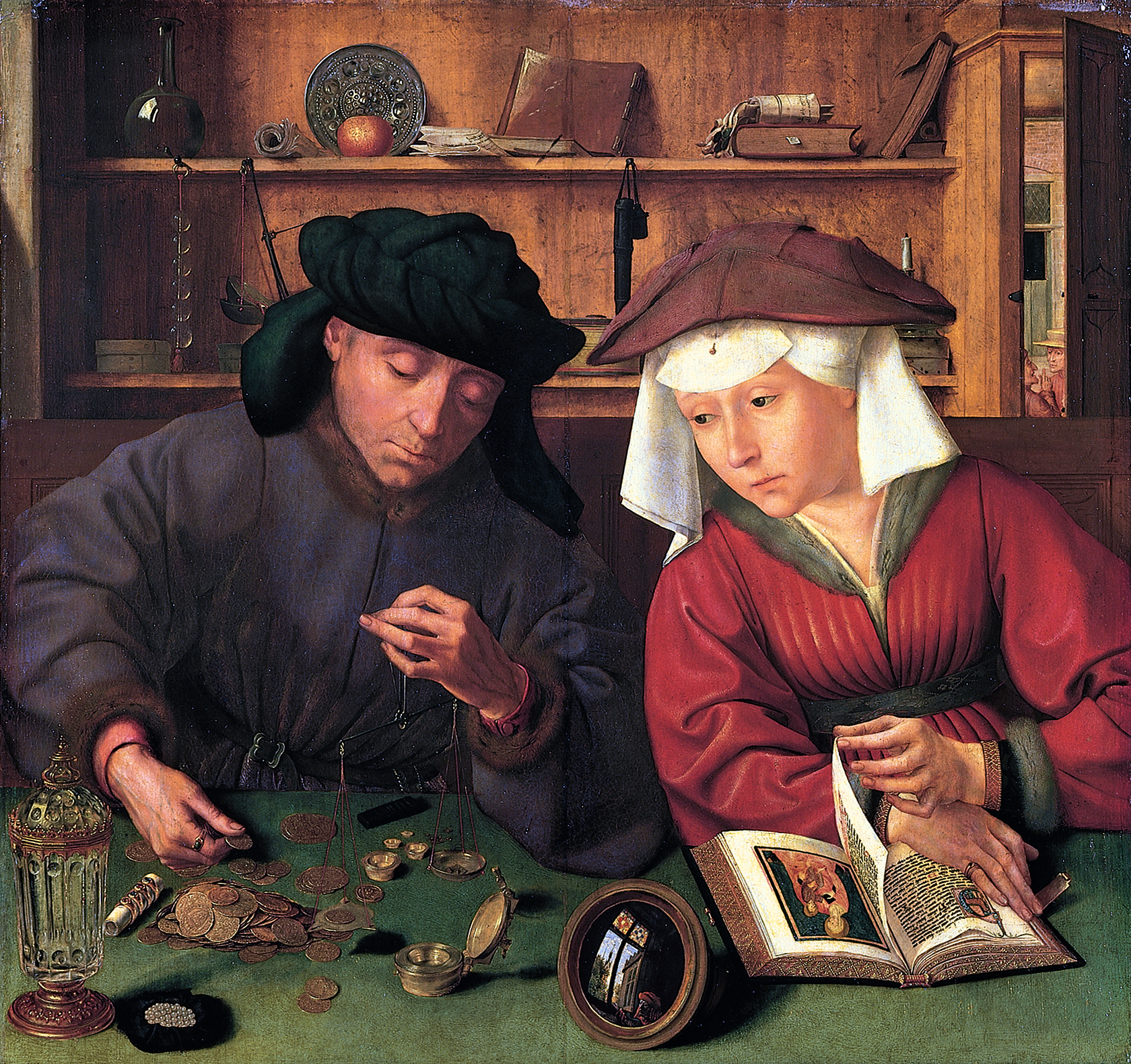
Il cambiavalute e sua moglie, di Quentin Massys (3)
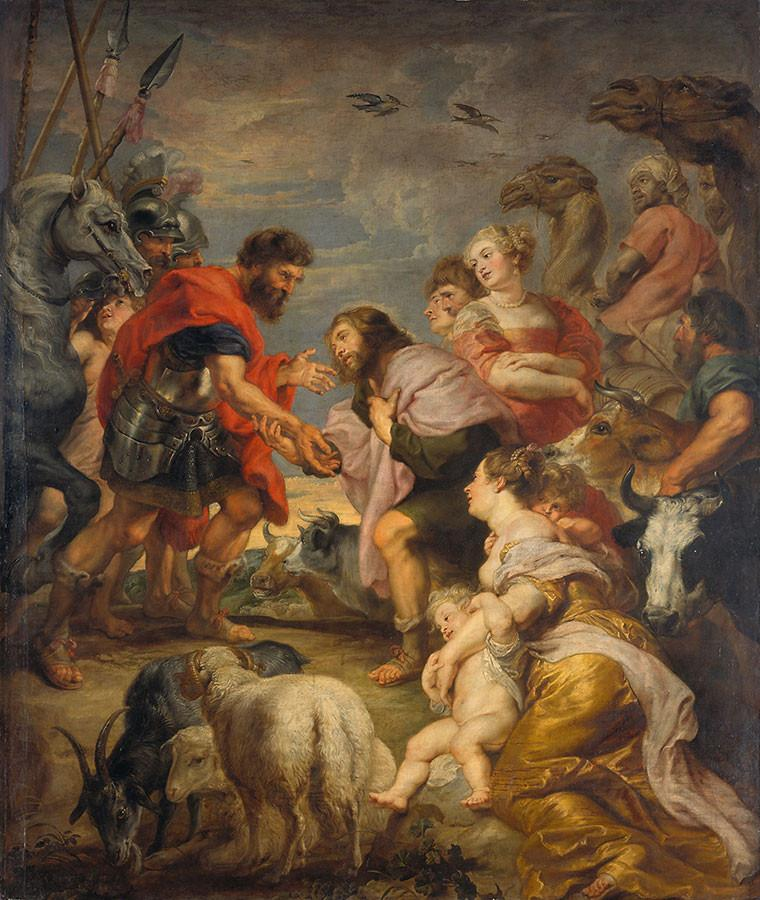
La riconciliazione di Esaù con Giacobbe, di Rubens, (1)
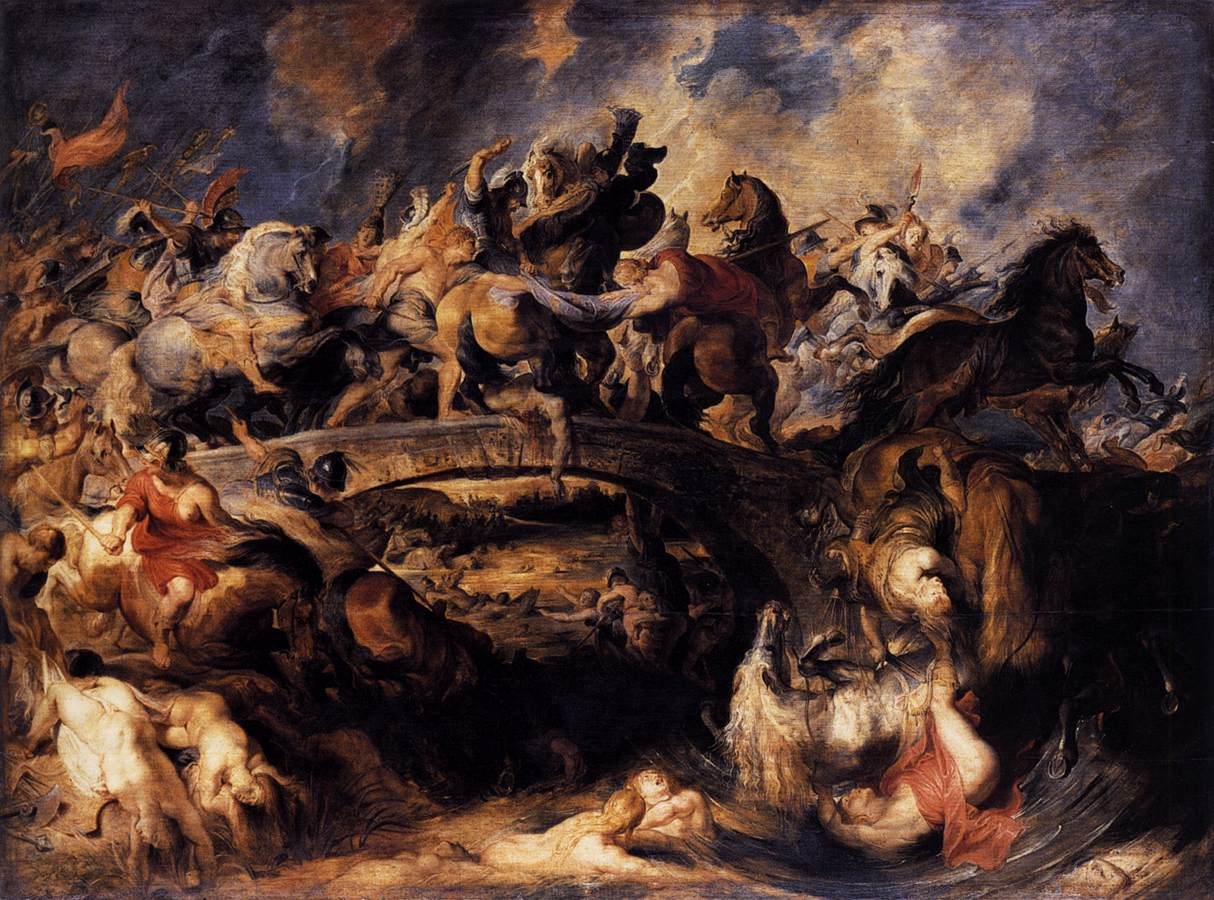
Battaglia delle Amazzoni di Rubens (3 & 5)
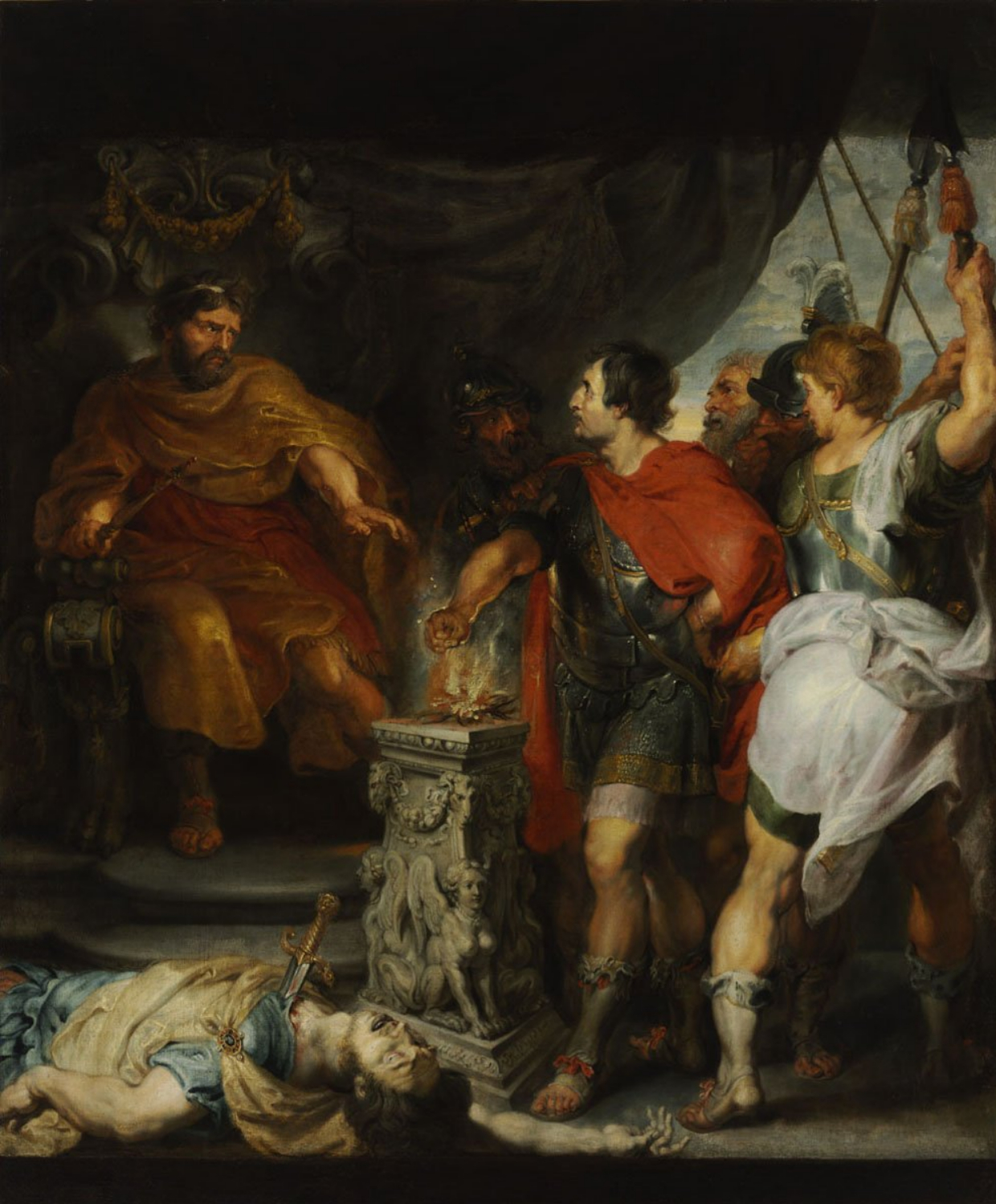
Muzio Scevola e Porsenna, di Rubens (4)
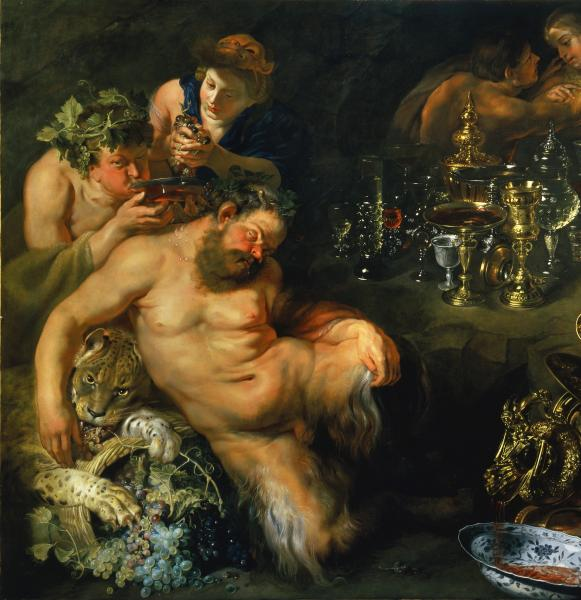
Il satiro ubriaco, di Rubens (2,3 & 4)
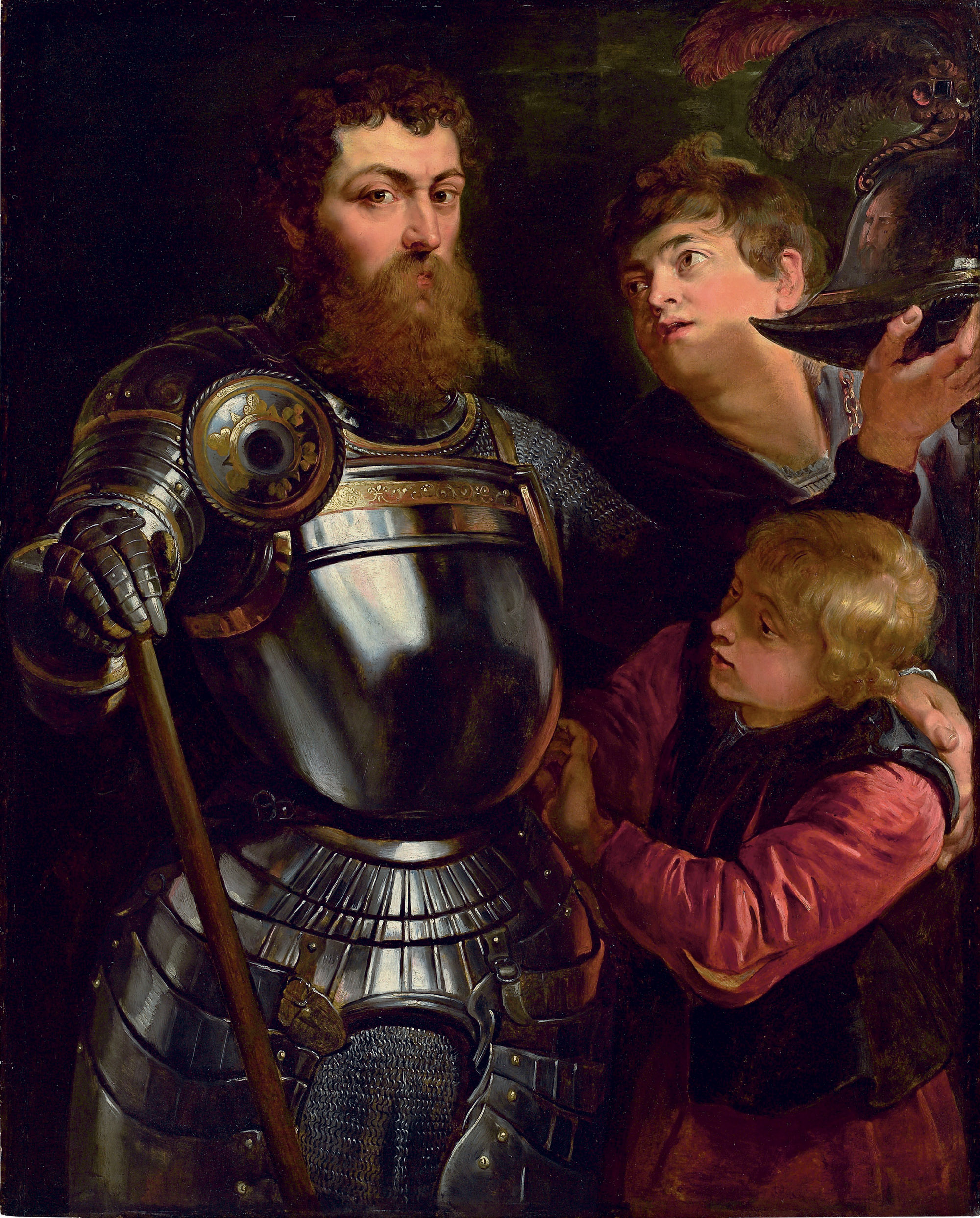
Ritratto di comandante, di Rubens (5)
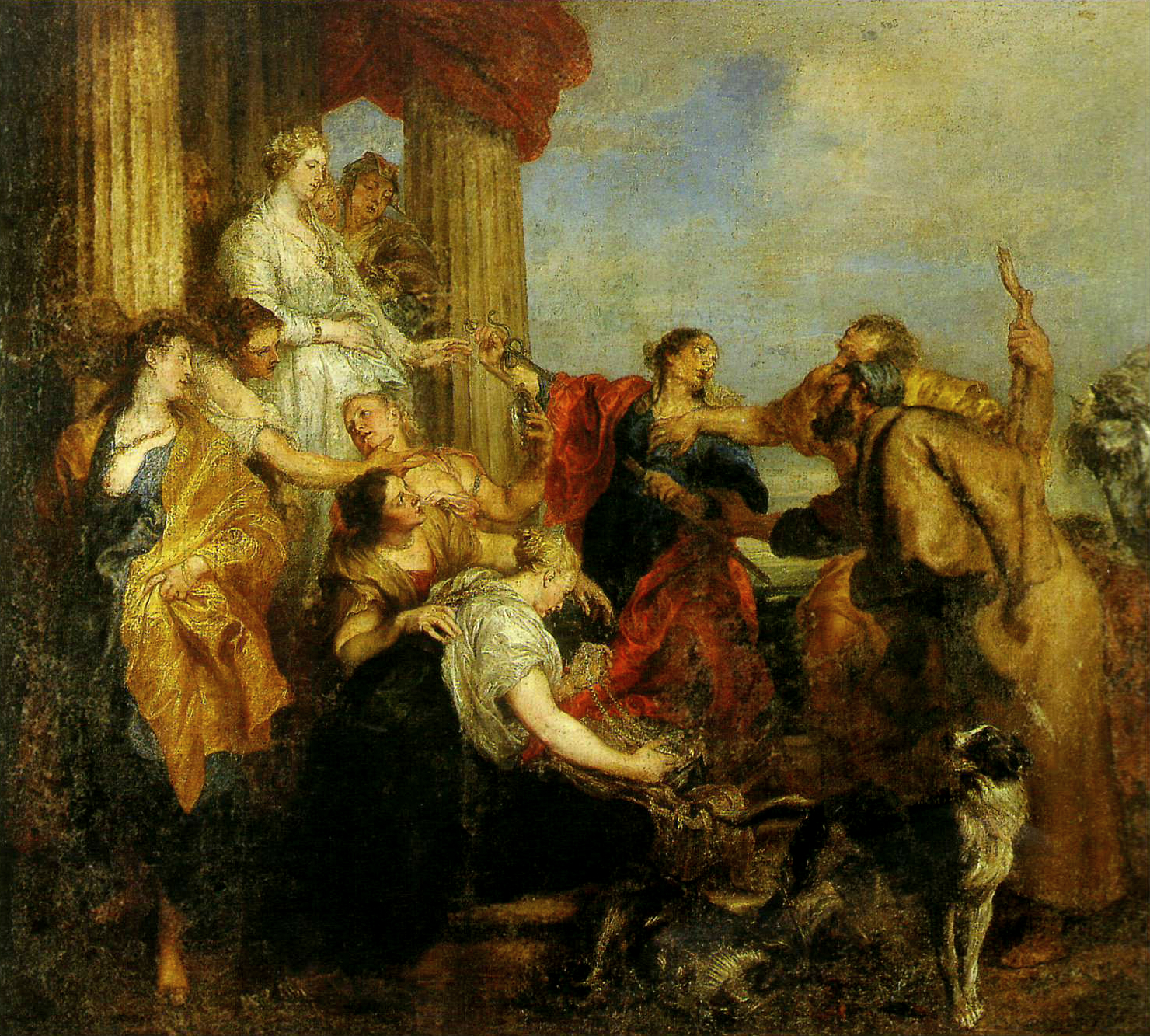
Achille riconosciuto tra le figlie di Licomede, di Antoon van Dyck (2)
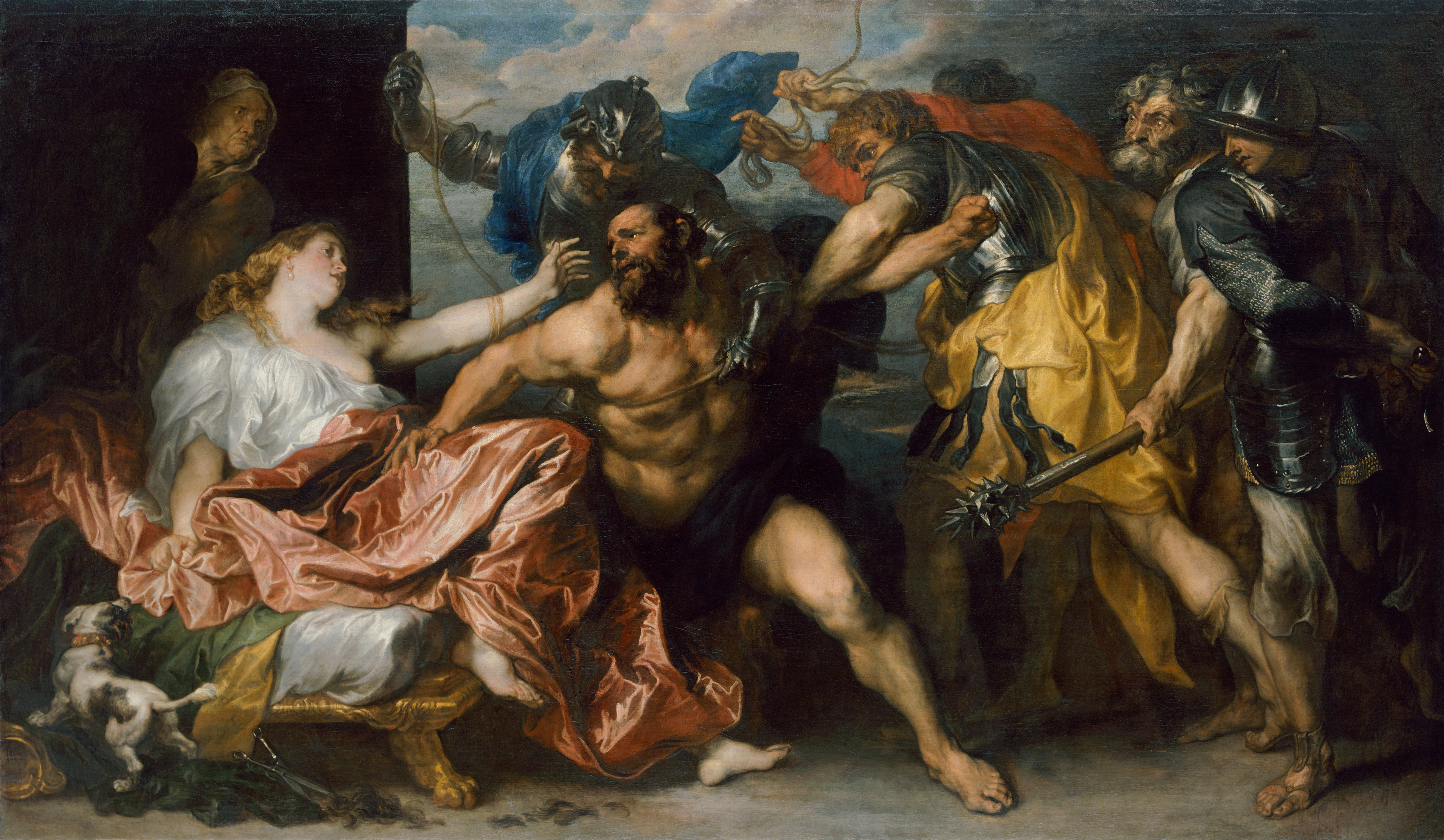
Sansone e Dalila di Antoon van Dyck (3)
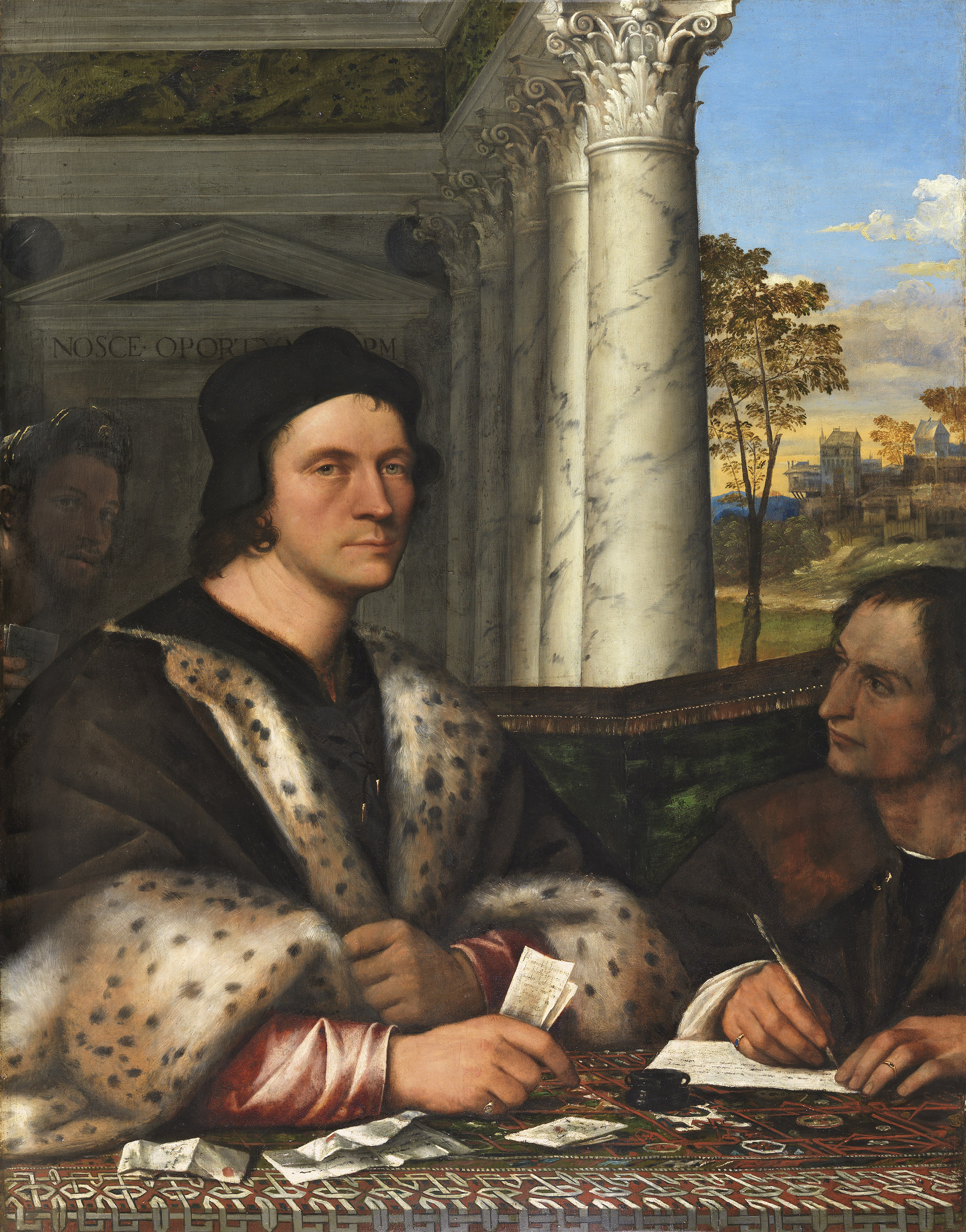
Ritratto di Ferry Carondelet con il suo segretario, di Sebastiano del Piombo, (1,2,3 & 4)
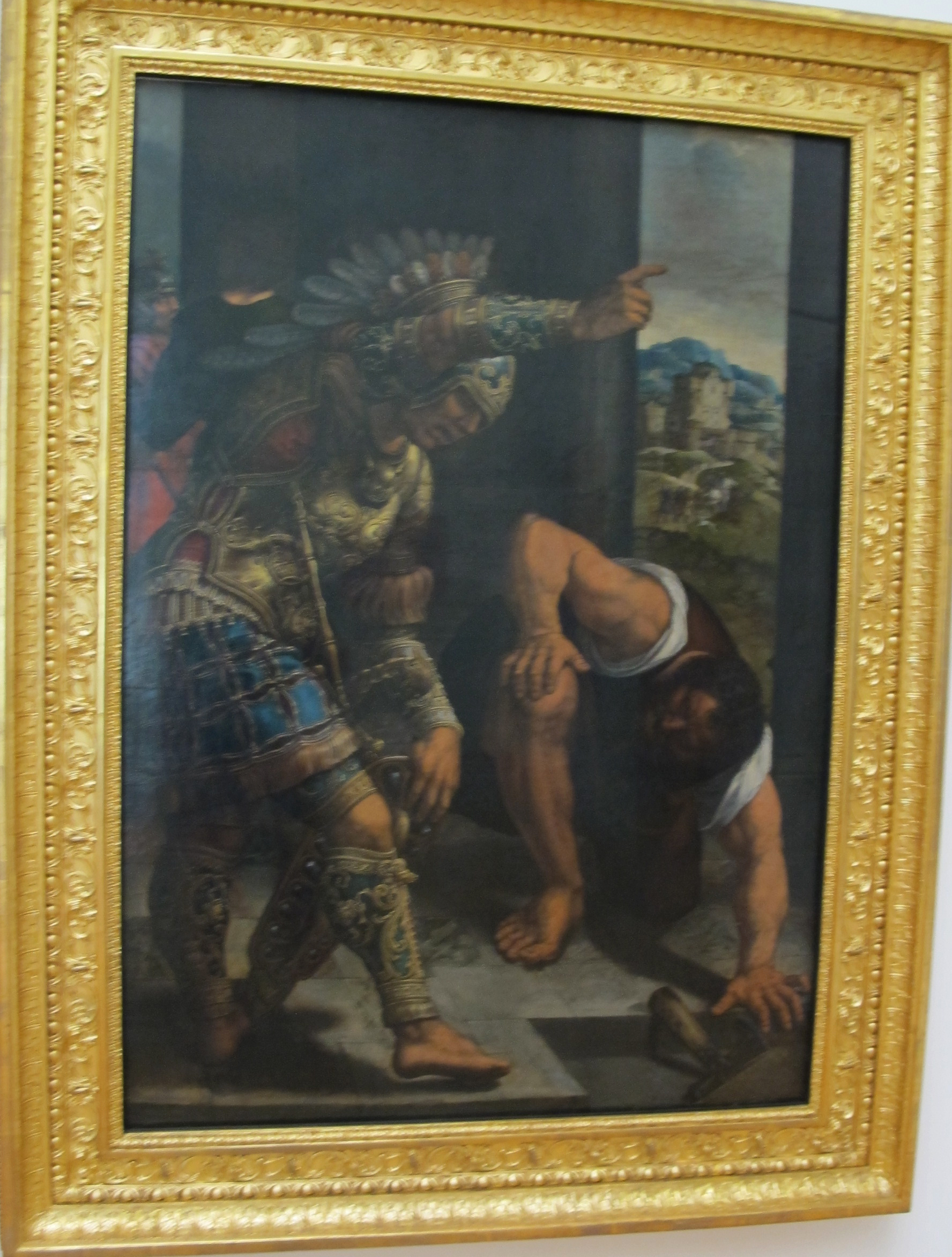
Guerriero romano e servitore, di Bernard van Orley, (2,3 & 4)
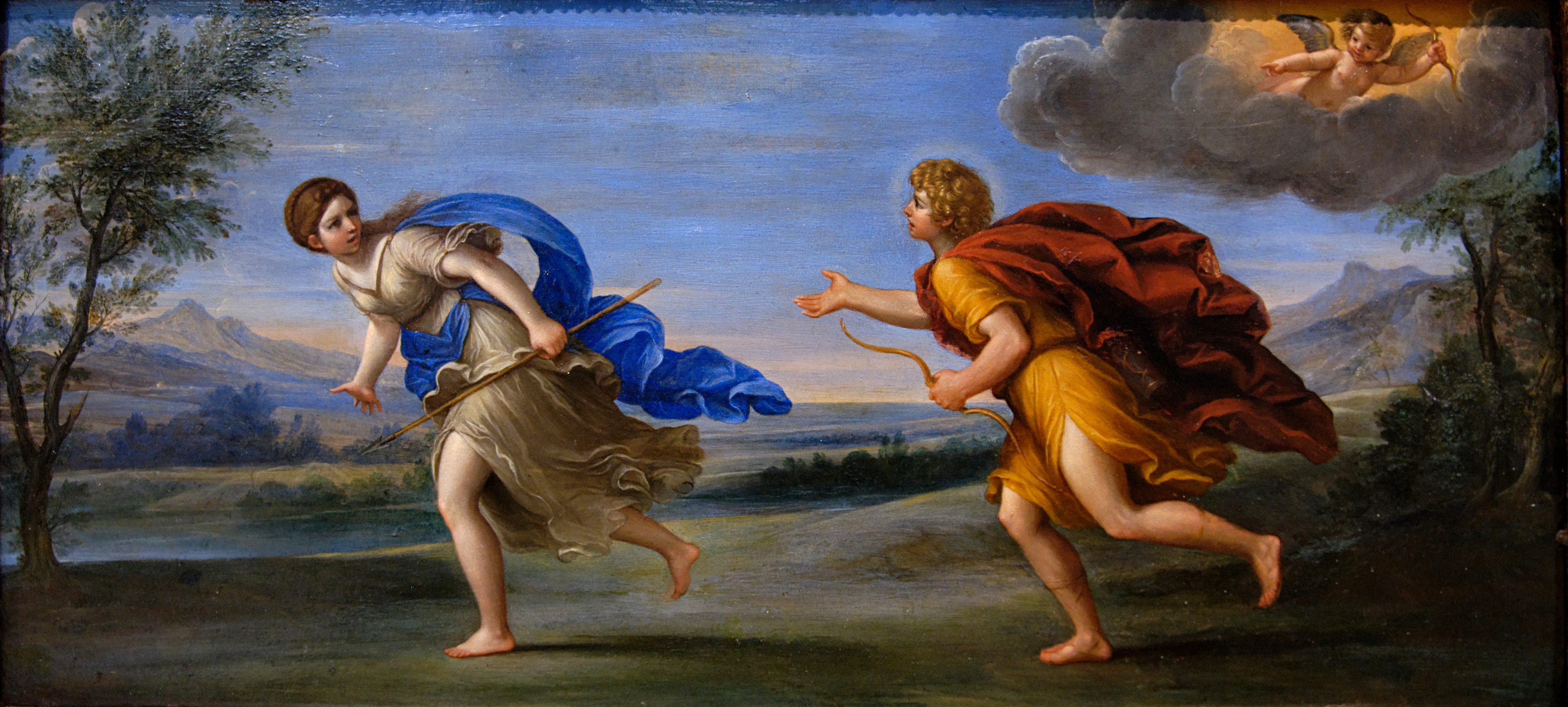
Apollo Dafne, di Francesco Albani, (1 & 3)
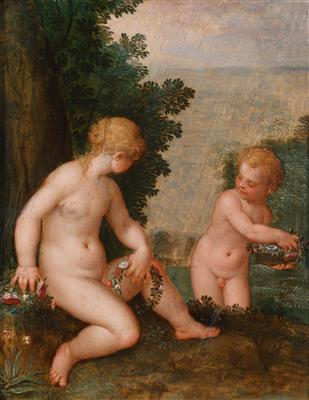
Primavera, di Johann Rottenhammer, (2,3,4 & 5)
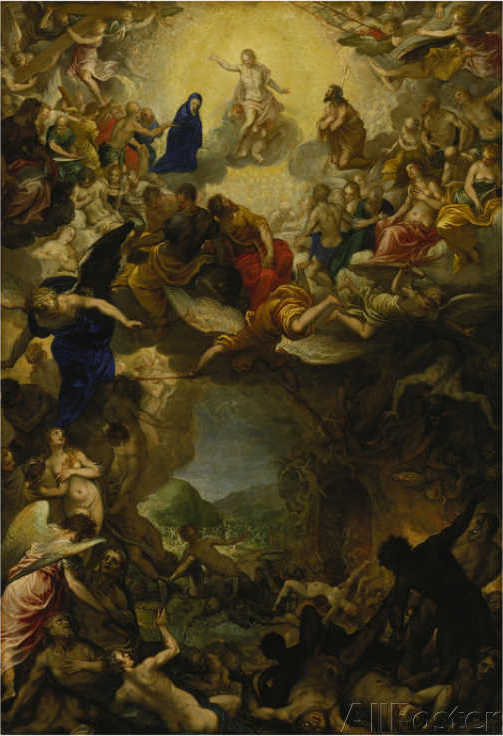
Giudizio finale, di Johann Rottenhammer, (5)
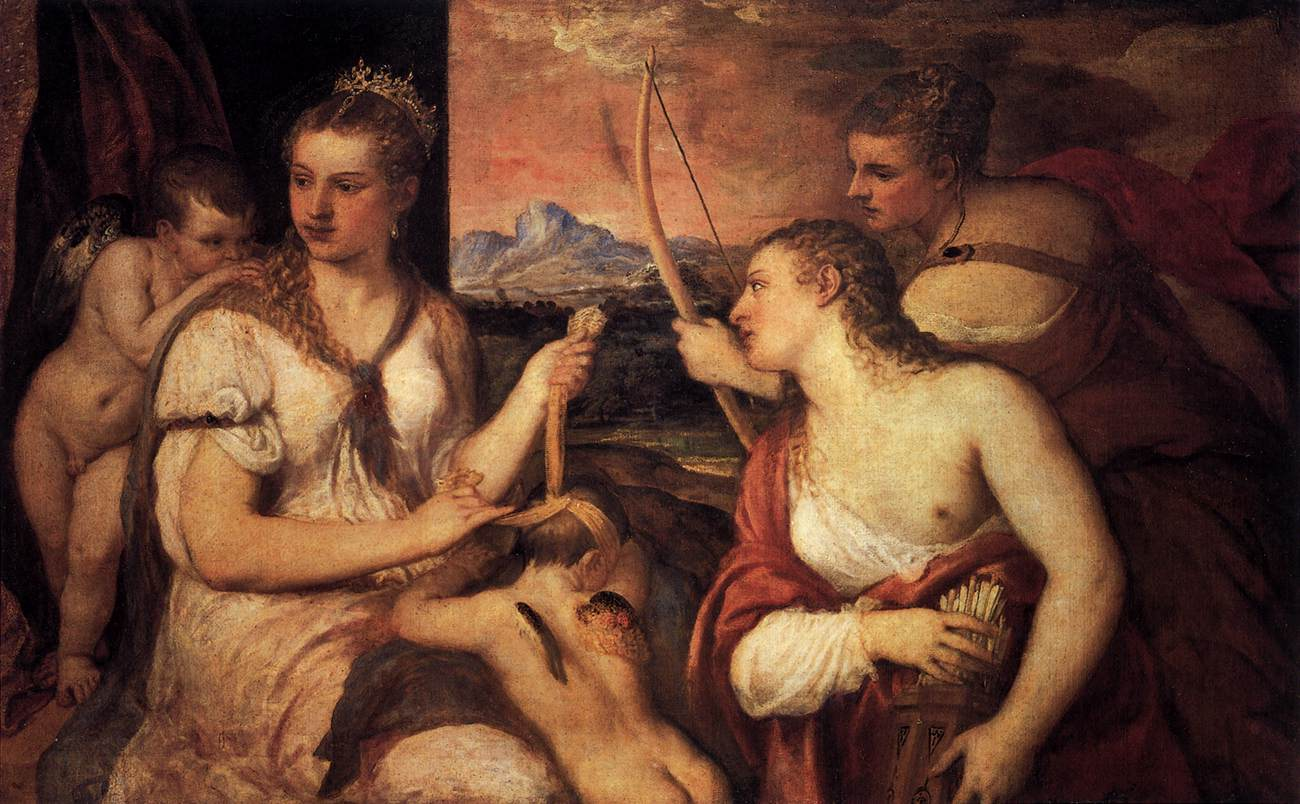
Venere benda Cupido, di Tiziano Vecellio (2,3 & 4)
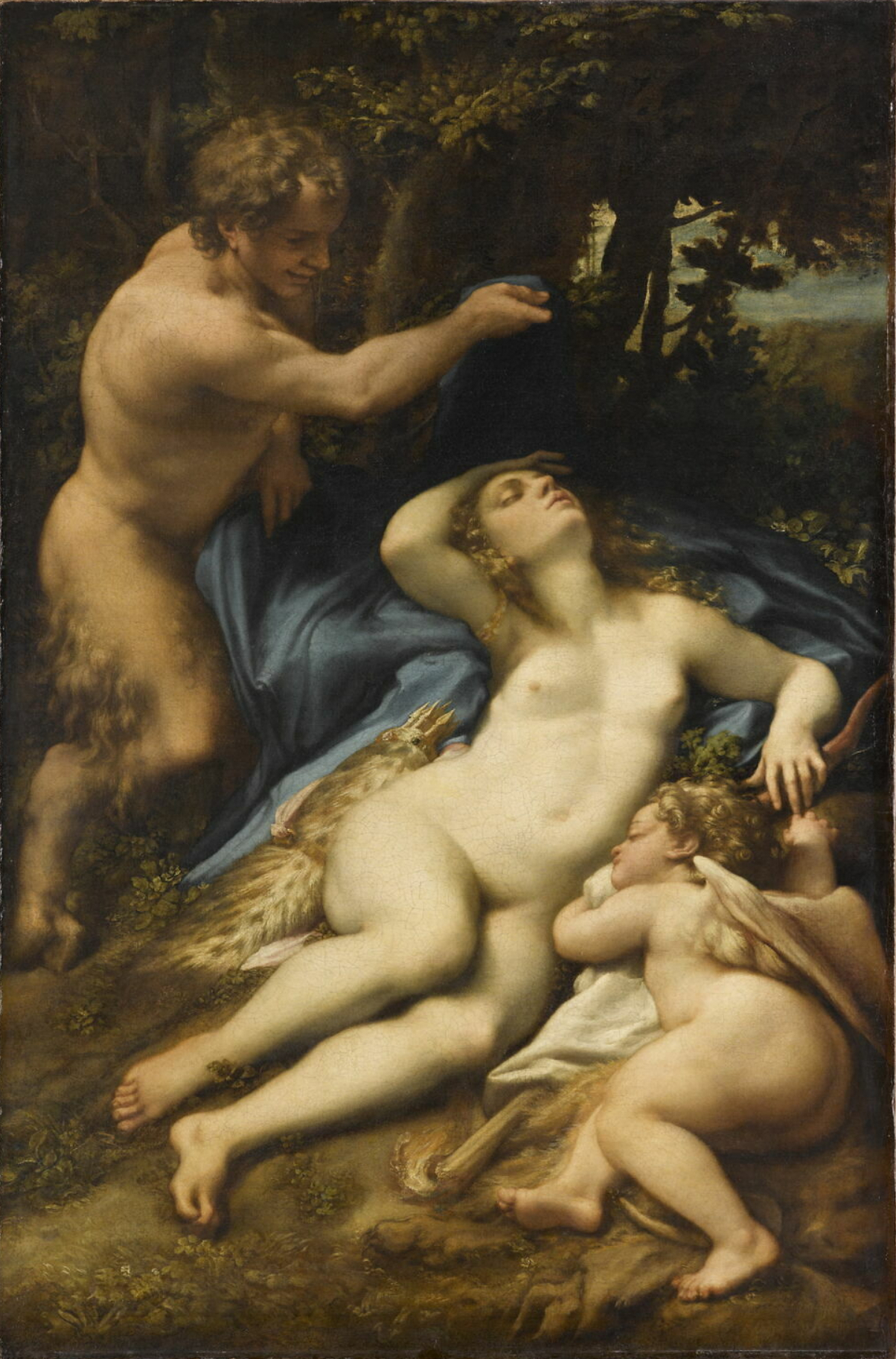
Venere e Cupido con un satiro, di Correggio (2,3 & 4)
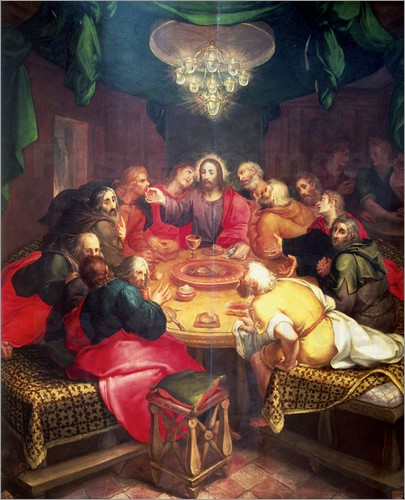
l'ultima cena, di Otto van Veen, (4 & 5)
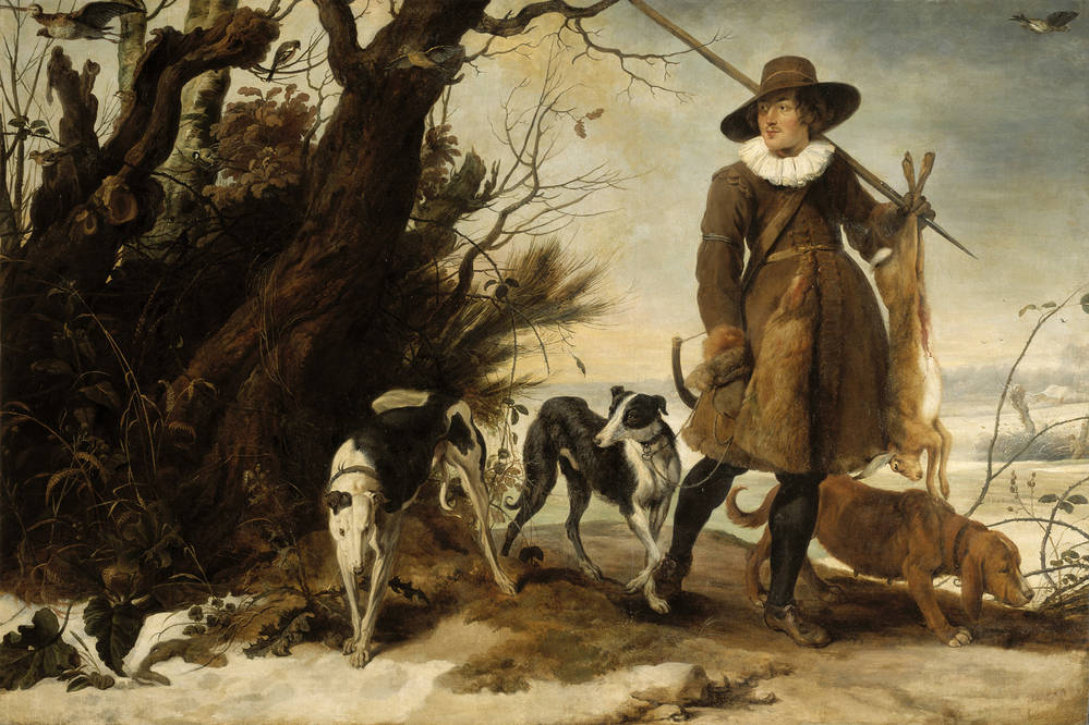
Paesaggio invernale, di Jan Wildens (5)
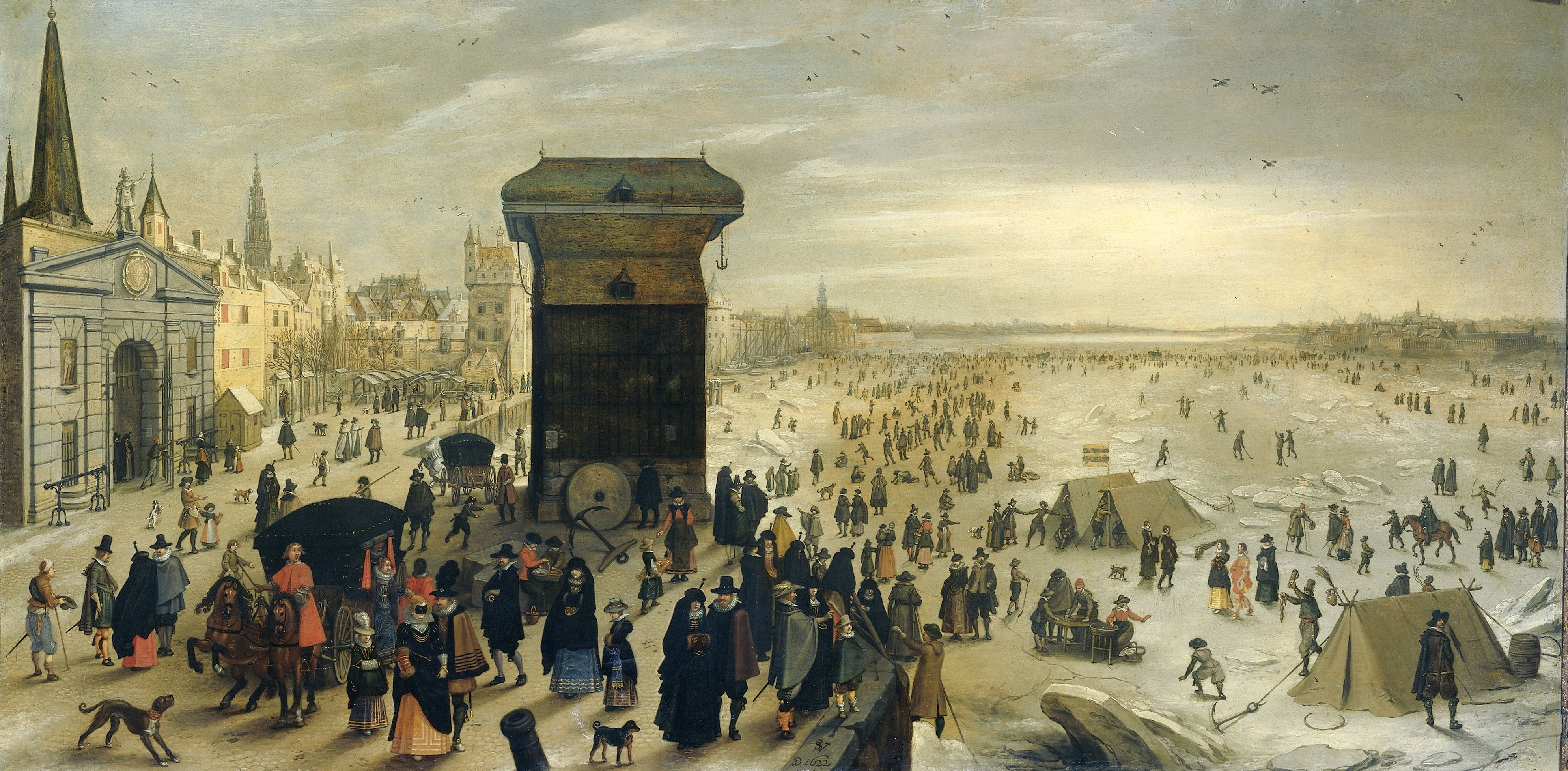
Kranenhoofd on the Schelde in Antwerp, di Sebastian Vrancx (5)
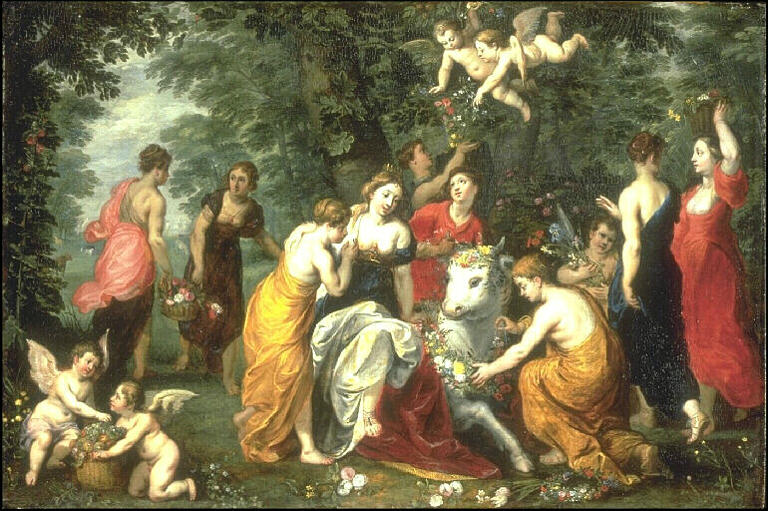
Il ratto di Europa, di Hendrick van Balen (2 & 3)
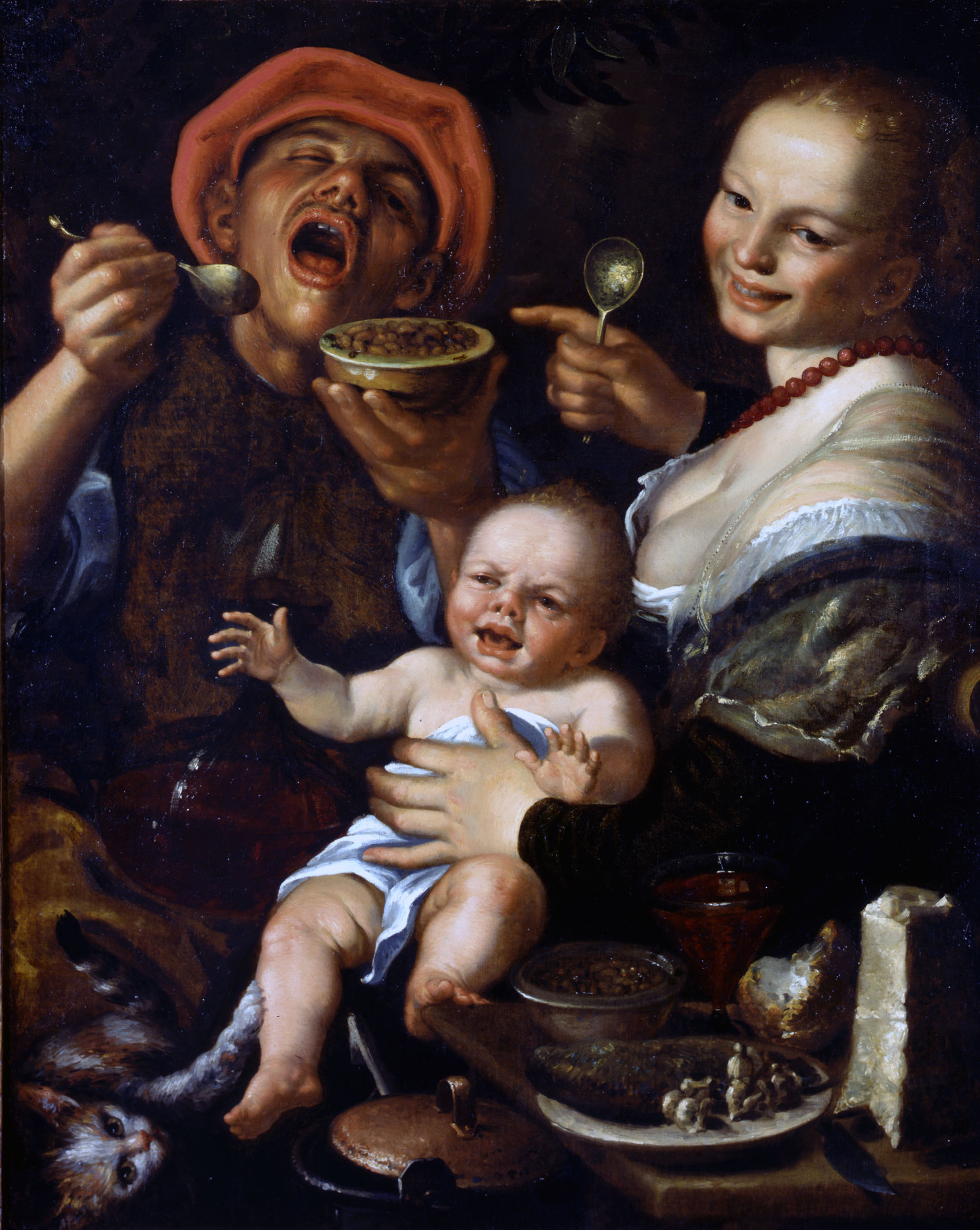
Mangiatori di fagioli, di Vincenzo Campi (3)
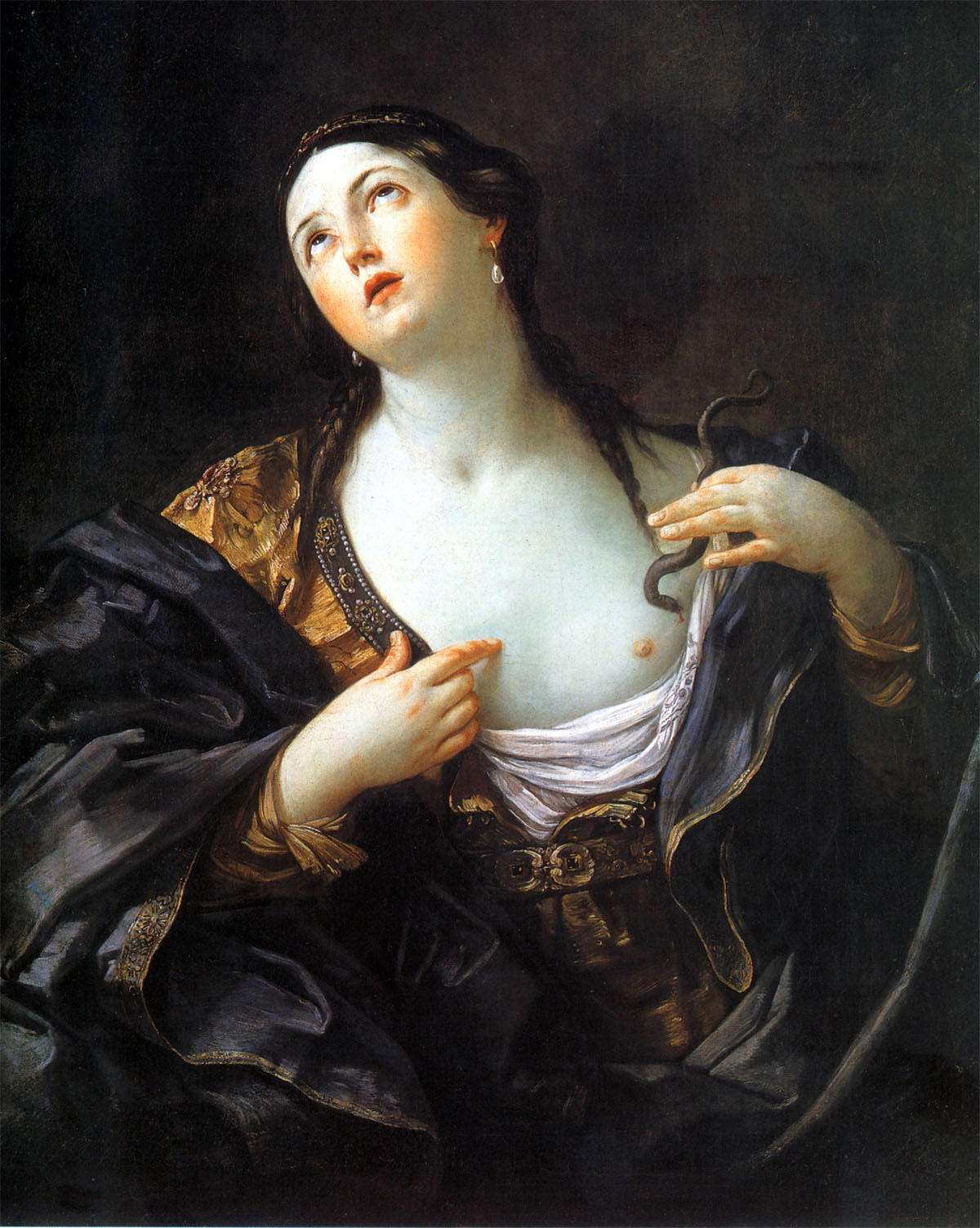
Morte di Cleopatra, di Guido Reni (3)
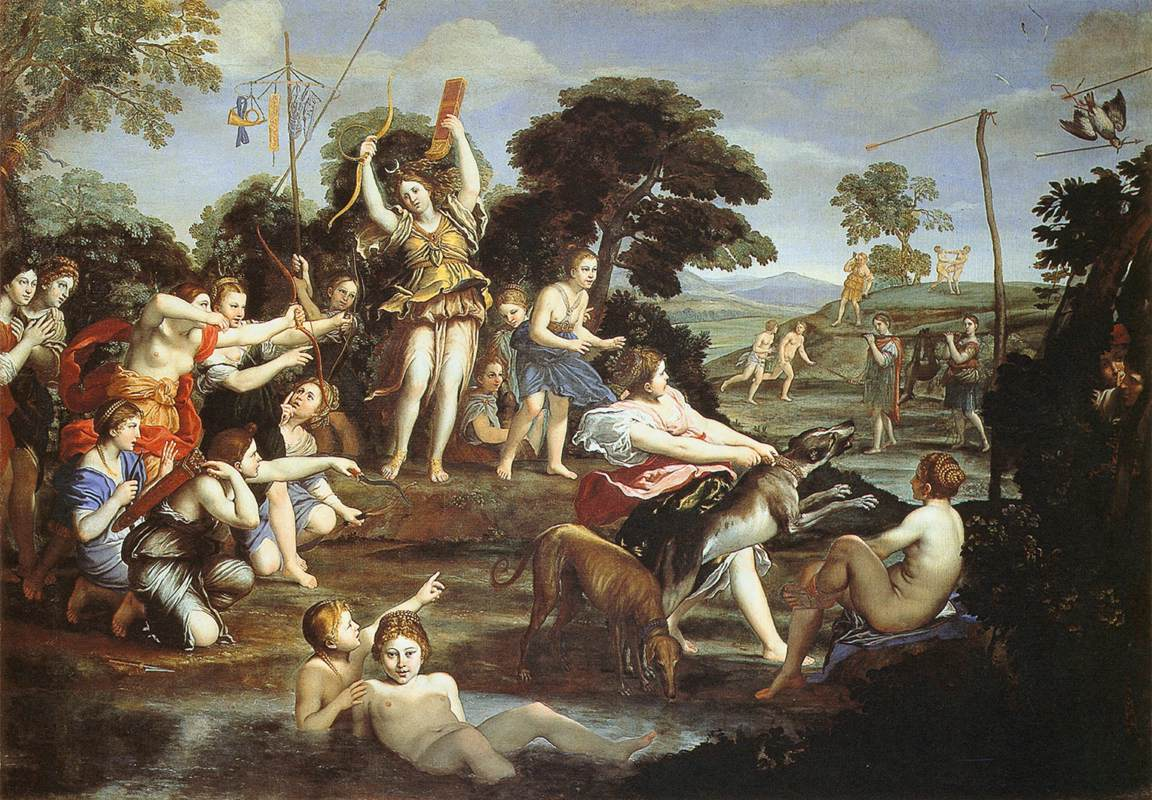
Caccia di Diana, di Domenichino (3)
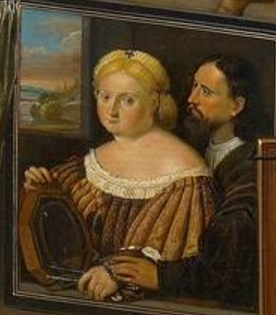
Coppia con uno specchio, (1,3 & 4)
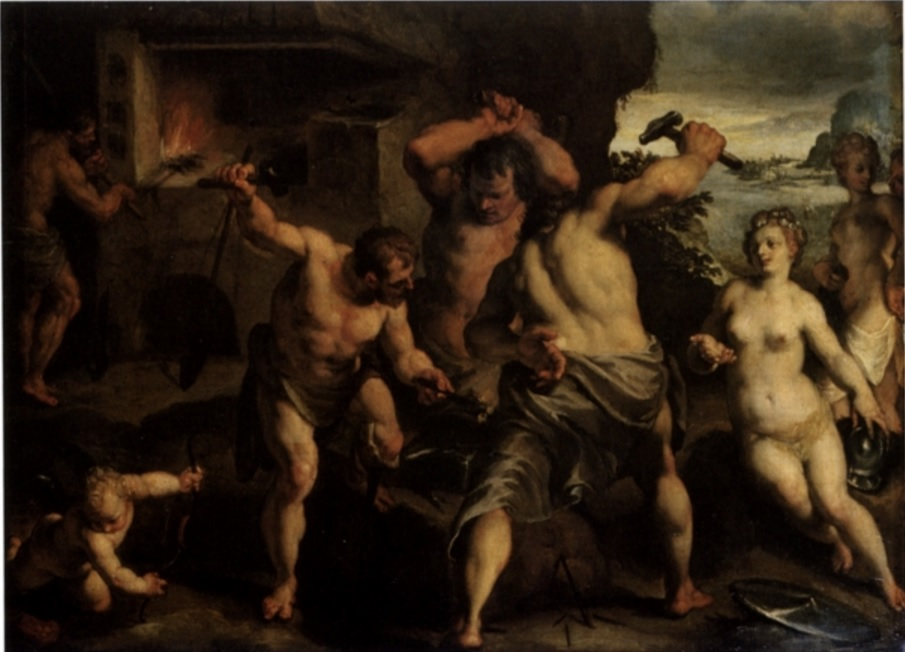
Venere nella forgia di Vulcano, di Felice Riccio (2,3 & 5)
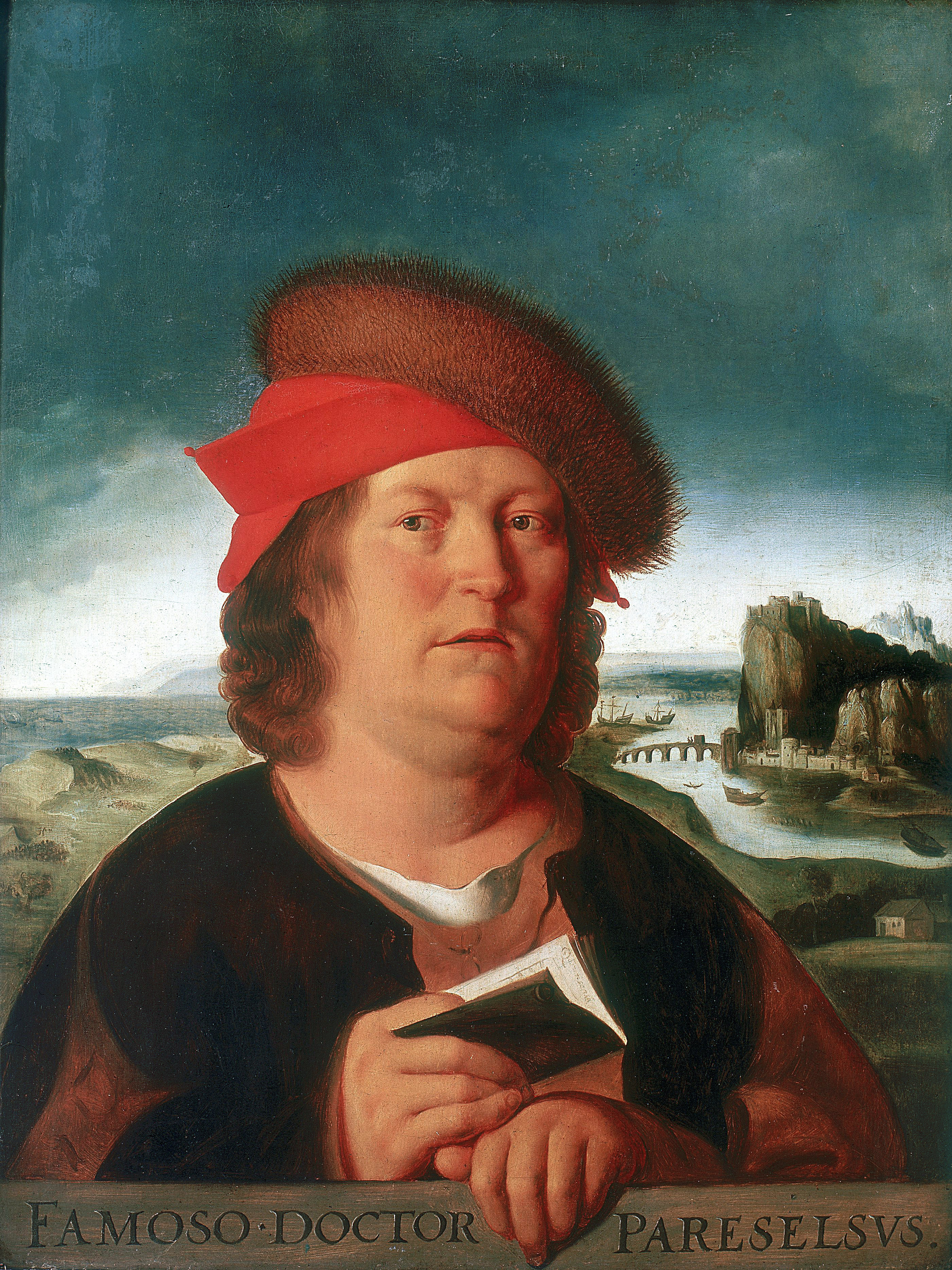
Ritratto perduto di Paracelso, di Quentin Massys (5)

## Maecenate

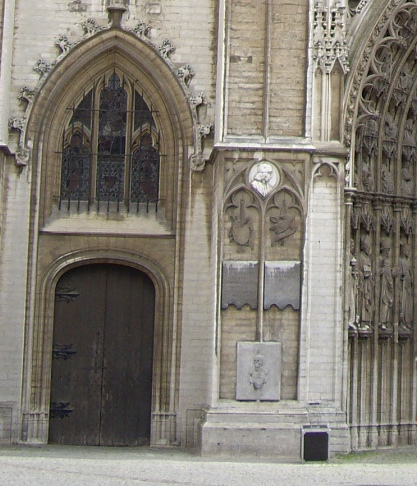
Memoriale di Quentin Massys finanziato da Van der Geest (1620)

Van der Geest fu anche un mecenate. Fece in modo che Rubens ottenesse la commessa per un trittico per la chiesa Santa Valpurga ad Anversa, che diede come risultato Elevazione della croce, ora nella Cattedrale di Anversa. Allo stesso modo, l'ordine per il Trittico di San Idelfonso, per la chiesa di San Giacomo, ma ora nel Kunsthistorisches Museum di Vienna, venne data a Rubens a seguito dell'influenza di Van der Geest.
Van der Geest finanziò anche un nuovo memoriale per Quentin Massys contro la torre della Cattedrale di Anversa.